# 甲冑

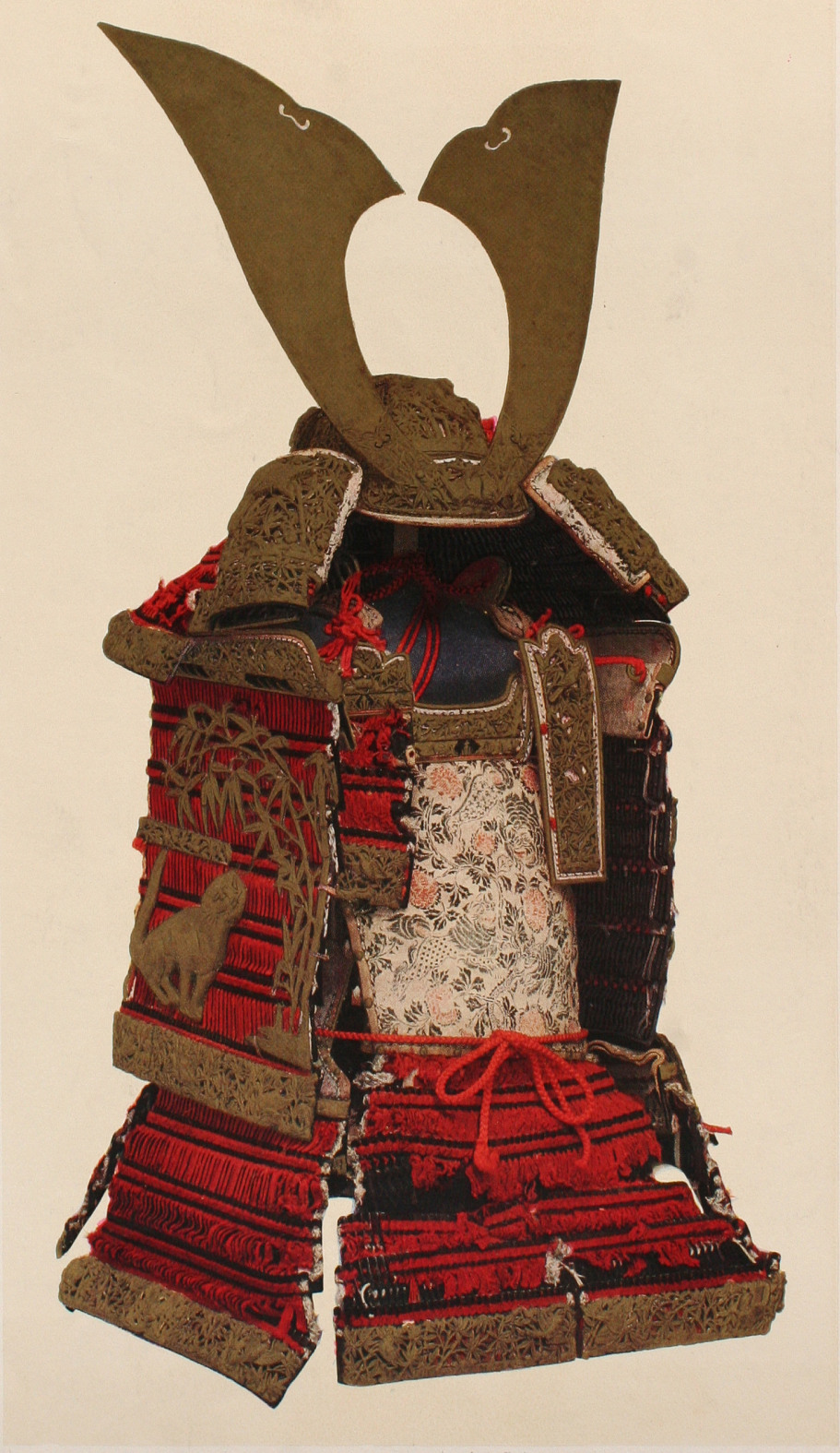
赤糸威大鎧（竹虎雀飾）鎌倉時代・13 - 14世紀（春日大社国宝館蔵、国宝）

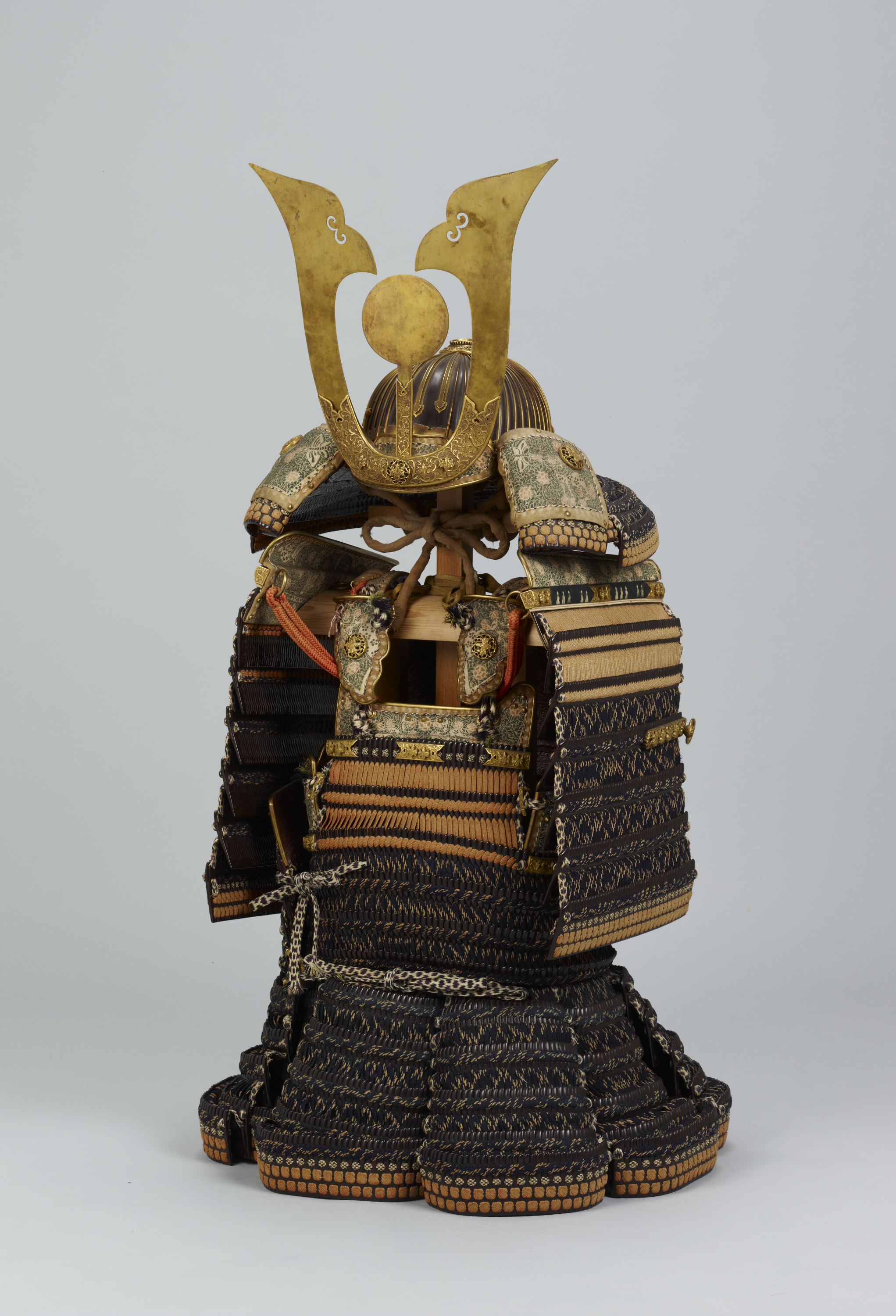
樫鳥糸肩赤威胴丸、室町時代・15世紀（東京国立博物館所蔵、重要文化財）

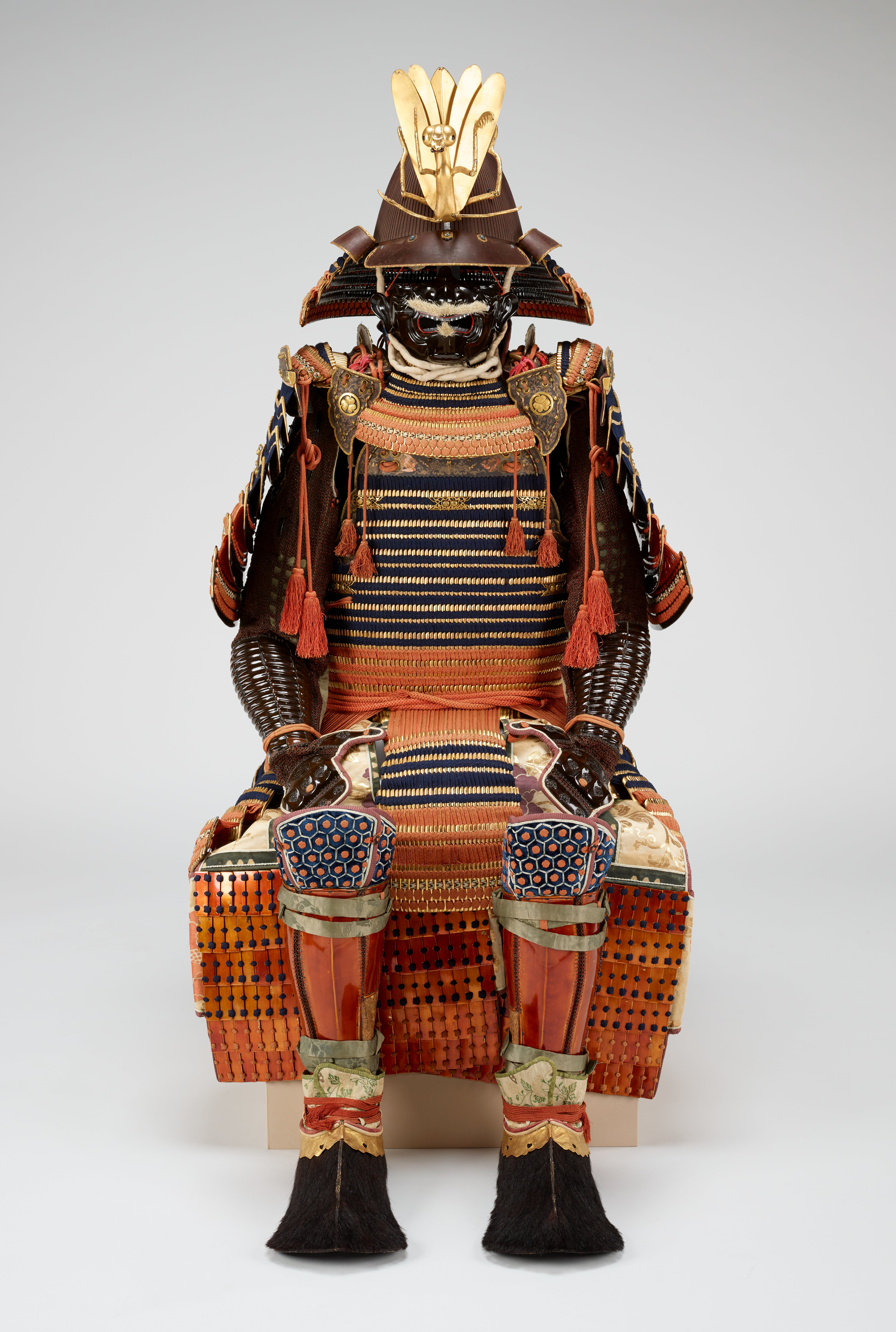
紀州徳川家伝来の金小札紺糸褸紅縅二枚胴具足蟷螂立物、江戸時代・17世紀中頃（ミネアポリス美術館蔵）。2009年当時、日本の甲冑としてはクリスティーズ史上最高額の5500万円で落札された。

甲冑（かっちゅう）とは、胴部を守る鎧（甲、よろい）と、頭部を守る兜（冑、かぶと）からなる武具。主として槍・刀剣や弓矢を用いた戦闘の際に侍・武士が身につける日本の伝統的な防具である。

## 歴史

### 古代（弥生時代から奈良時代まで）
考古学の成果として、弥生時代には「組合式木甲」（前期末から中期中葉）と「刳抜式木甲」（前期末から古墳前期）といった木製甲があり、弥生前期末頃には半島系武器と共に甲冑の出現も確認されている。
古墳時代には、古墳の出土品として「板甲」または「帯金式甲冑」と呼ばれる、帯状鉄板を革綴（かわとじ）ないし鋲留（びょうどめ）して組み立てる日本列島独自形態の甲が出現した。さらに古墳時代中頃からは、大陸の影響を受けた多量の小札（小鉄板）を紐で縅（おどし）た「小札甲」（胴丸式・裲襠式）が出現する。なお、冑では衝角付冑・眉庇付冑などがある。小札甲は、のちの挂甲・短甲へと繋がり、さらに大鎧（おおよろい）・胴丸（腹巻）へと繋がった可能性が指摘されている。
現在、上記のような古墳時代の甲について、板甲を「短甲」、小札甲を「挂甲」と呼ぶことが一般化しているが、これは奈良時代などの文献史料に記された「短甲・挂甲」の名称を、古墳から出土する甲冑に便宜的に当てはめたもので、近年の研究で考古資料の甲冑形態と、元の言葉の意味する甲冑形態が大きく異なっている事が指摘され、用語の使用法に問題があり改めるべきとの意見が出てきている（短甲#用語の問題または挂甲#用語の問題を参照）。
奈良時代には史料に『短甲』『挂甲』と呼ばれる甲冑が現れる。『短甲』『挂甲』の語は、聖武天皇崩御77回忌にあたる天平勝宝8歳6月21日（756年7月22日）に、光明皇太后が亡帝の遺品を東大寺に献納した際の目録『東大寺献物帳』に見え、「短甲10具・挂甲90領」が献納されたとある。また、平安時代の『延喜式』などにも記載が見られる。実物が伝わっておらず、どのような形態・外観であったのかよく解っていない。ただし、宮崎隆旨らの文献記述の分析により、史料に見える「挂甲」「短甲」はともに「貫（縅紐）」を用いる製作法であることから両者とも小札甲であり、「挂甲」は脇盾を持つことから考古学にいう「裲襠式」のものを表し、「短甲」は縅紐の量の多さから「胴丸式」のものを表していると考えられている。この他に、奈良時代中頃に遣唐使によって大陸から綿襖甲が持ち帰られ、各地の軍団にも導入される。

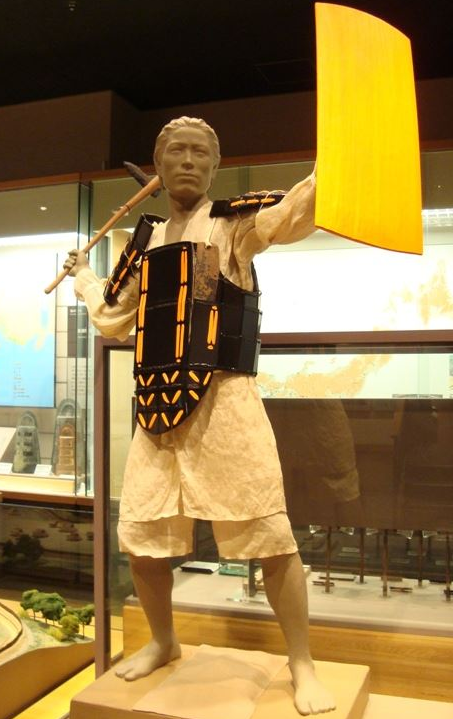
弥生時代の復元木製甲 国立歴史民俗博物館展示。
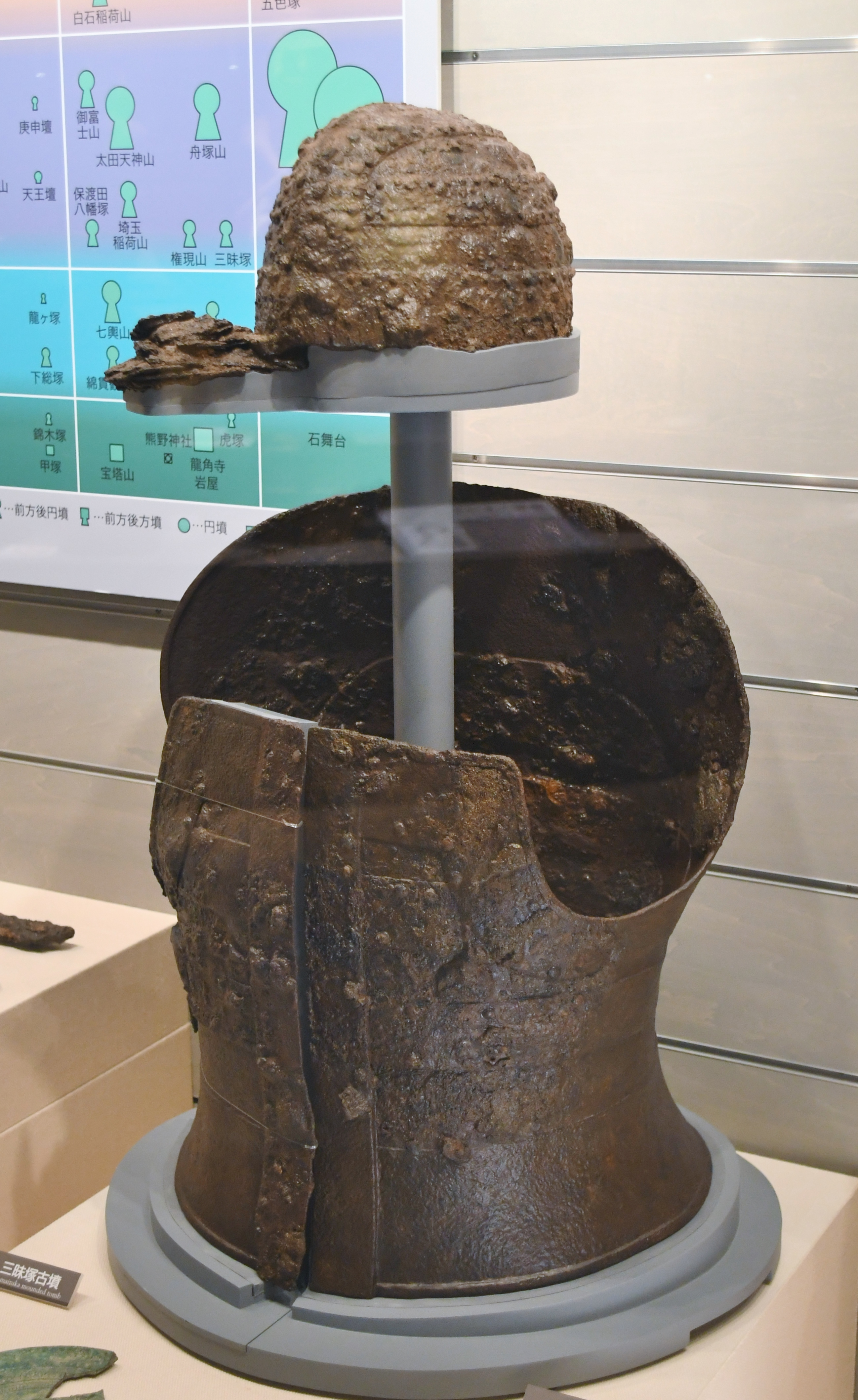
三昧塚古墳出土甲冑 茨城県行方市。東京国立博物館展示。
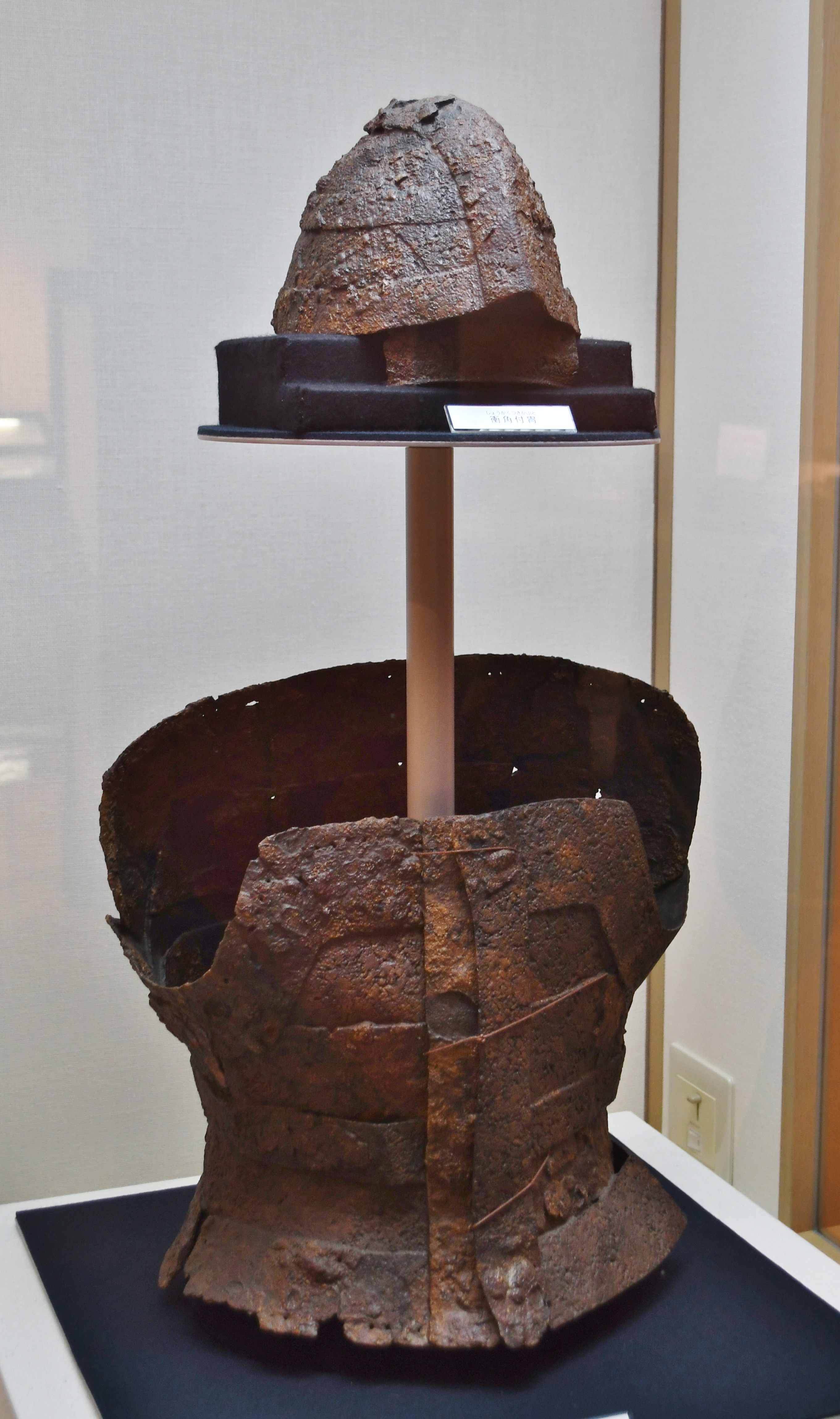
桜ヶ丘古墳出土甲冑 長野県松本市。松本市立考古博物館展示。
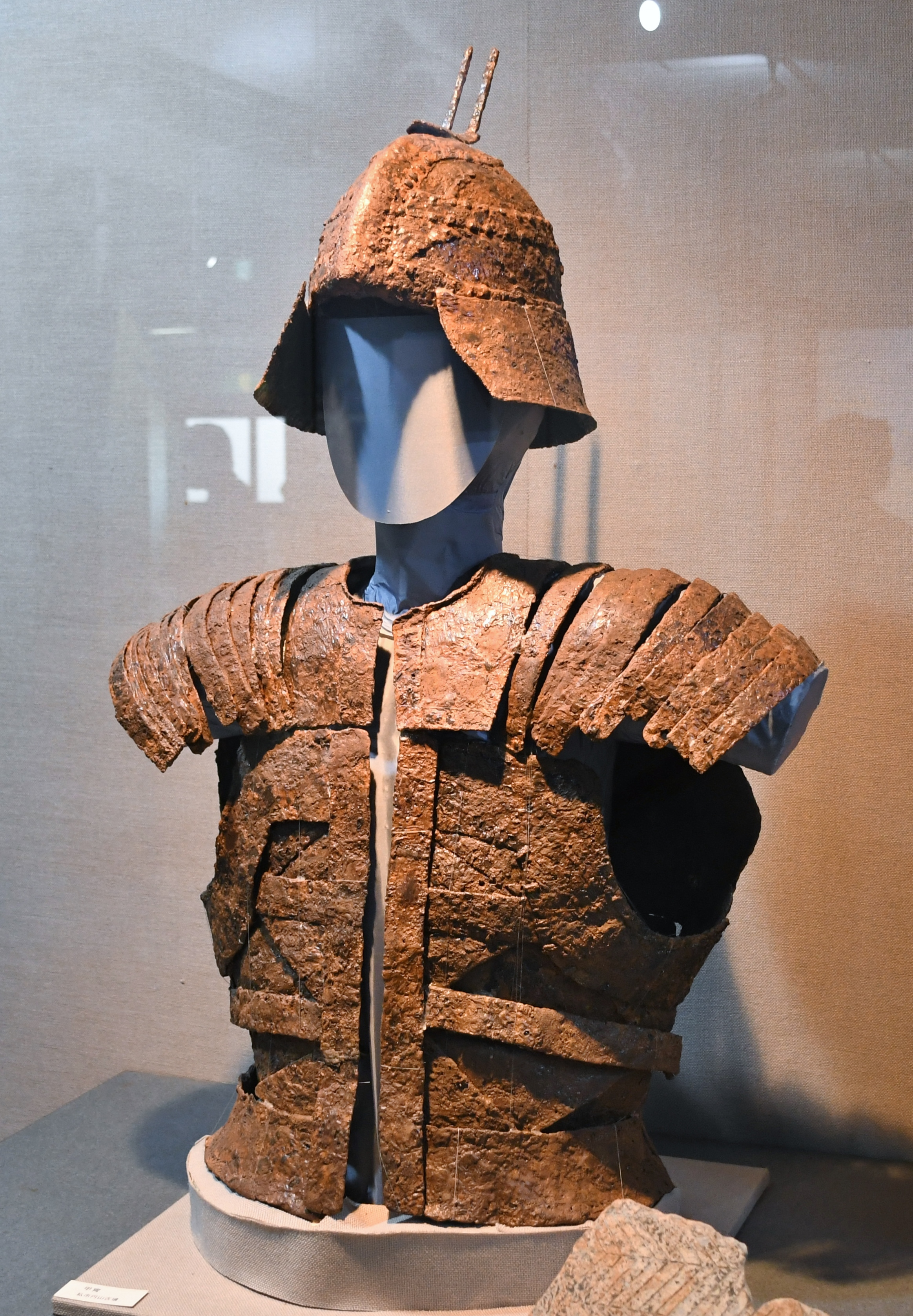
私市円山古墳出土甲冑 京都府綾部市。綾部市資料館展示。
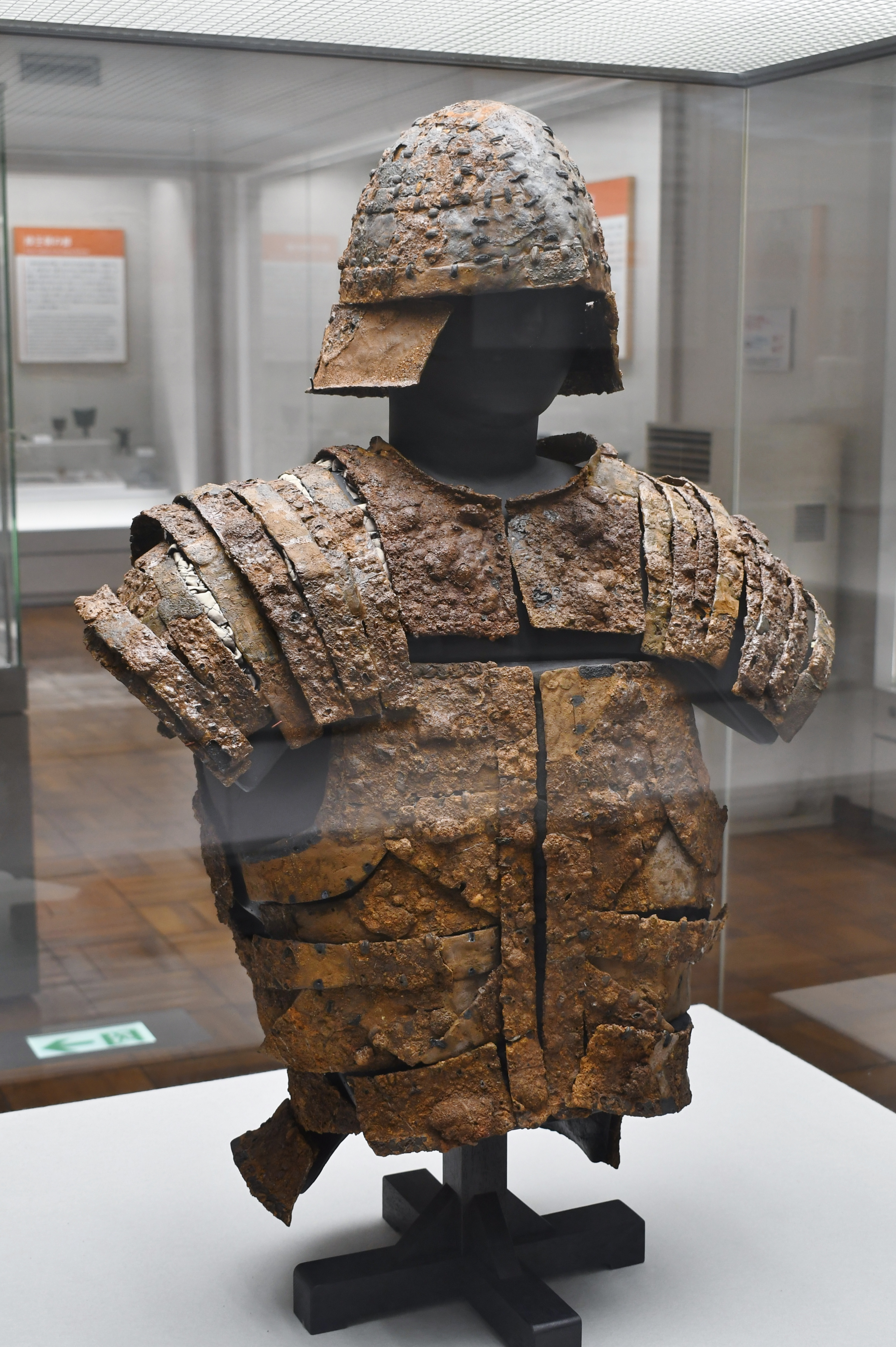
ニゴレ古墳出土甲冑 京都府京丹後市。京都大学総合博物館展示。
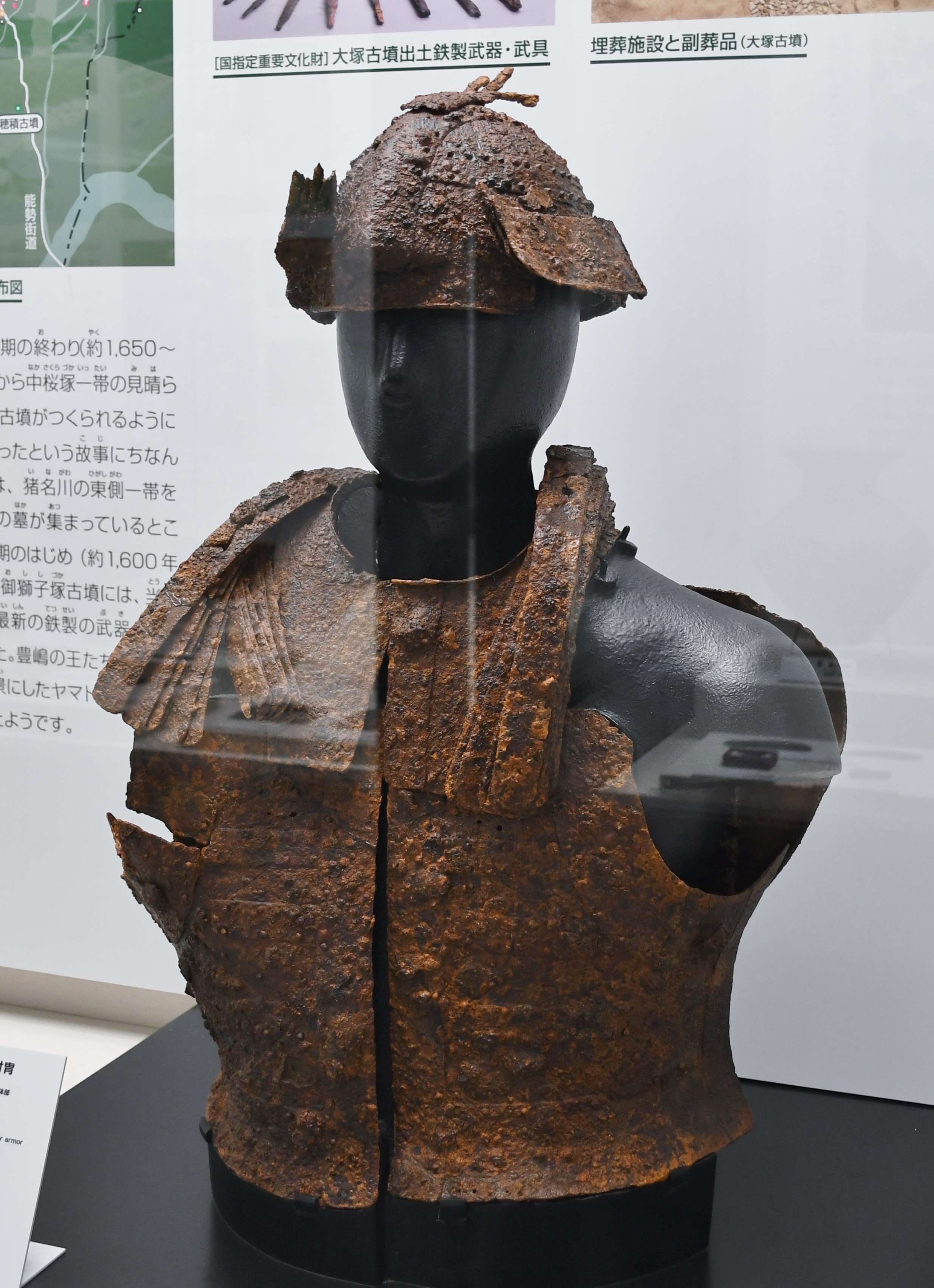
御獅子塚古墳出土甲冑 大阪府豊中市。豊中市立郷土資料館展示。
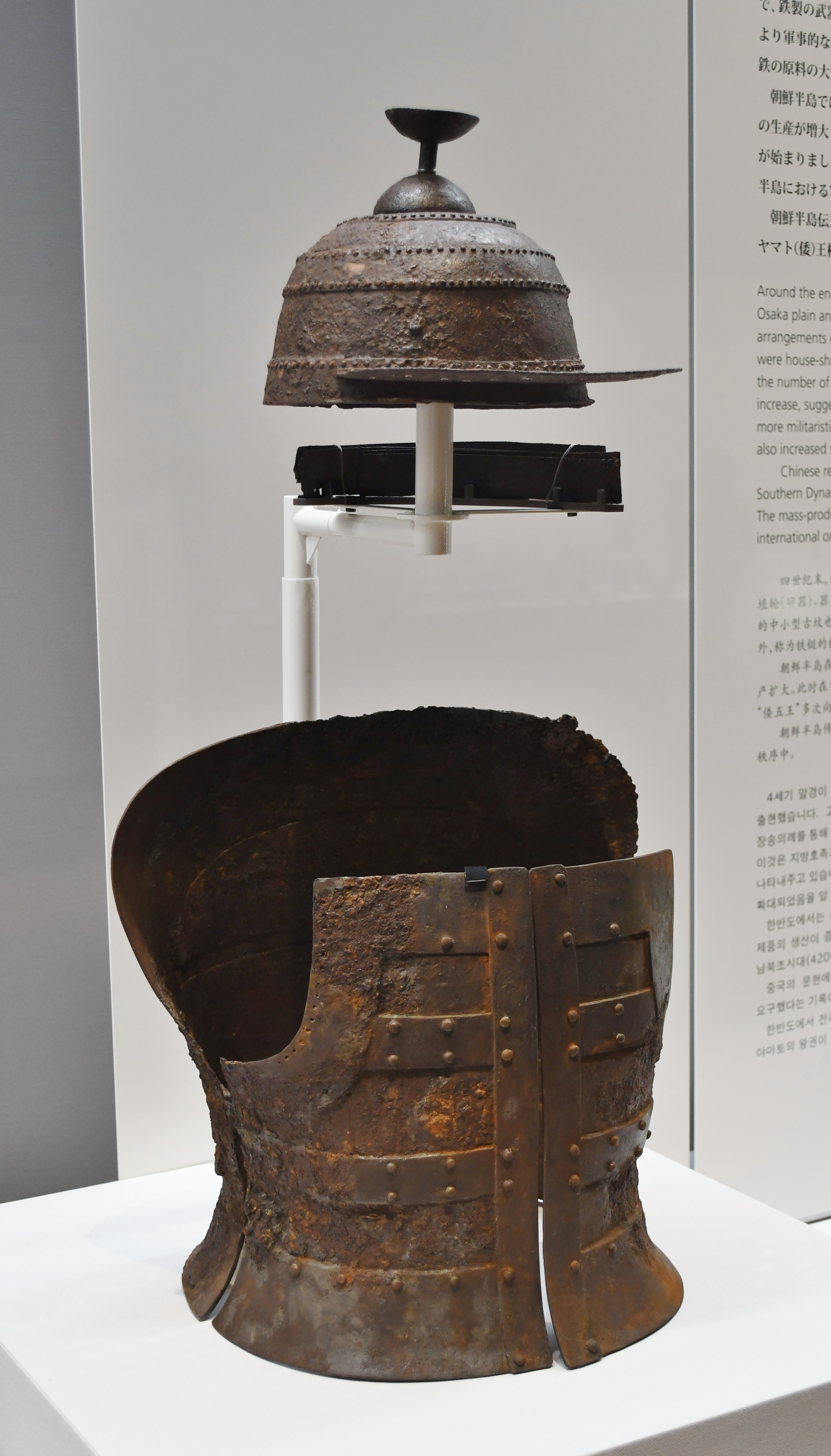
亀山1号墳出土甲冑 兵庫県加西市。東京国立博物館展示。
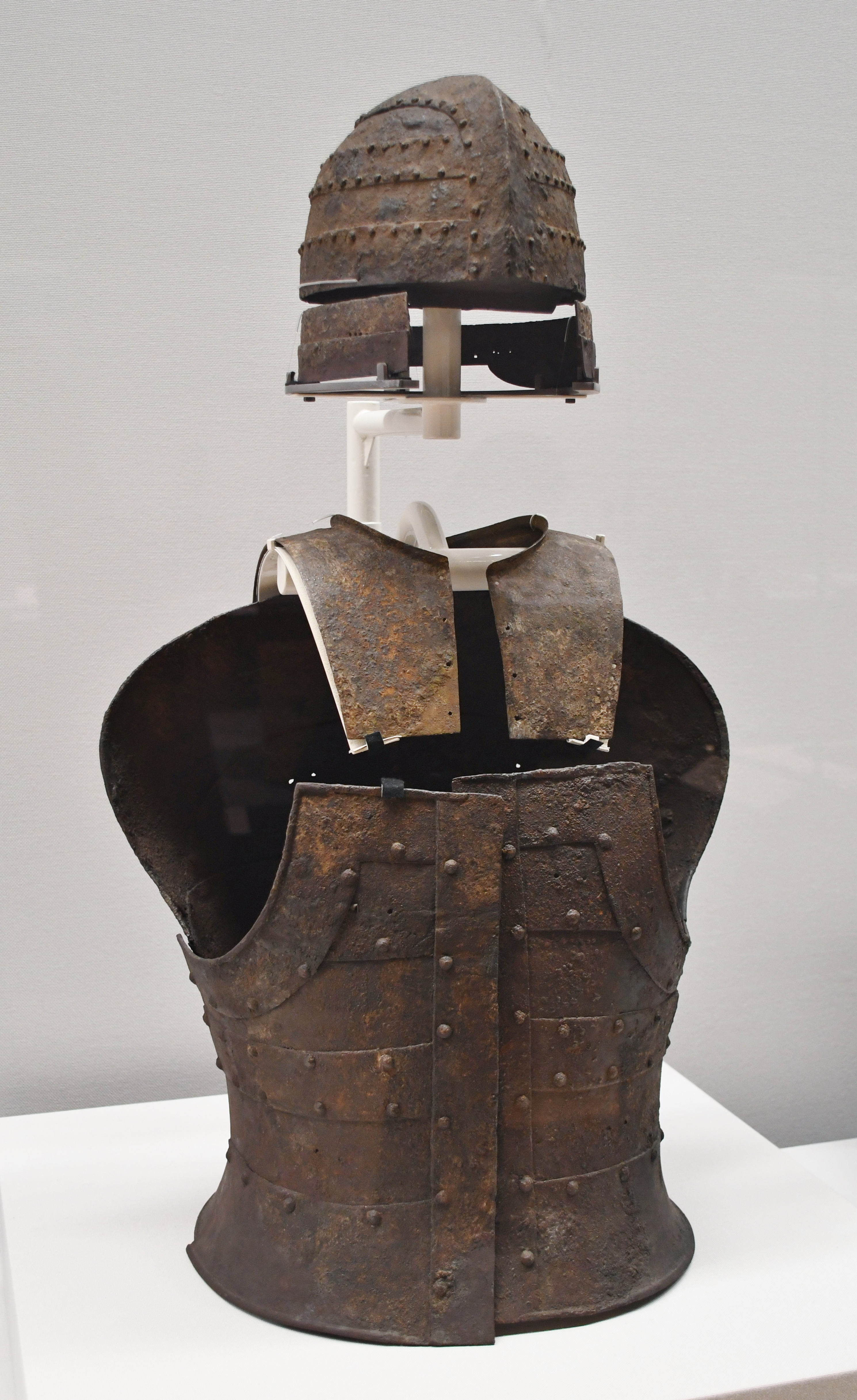
江田船山古墳出土甲冑 熊本県和水町。東京国立博物館展示。
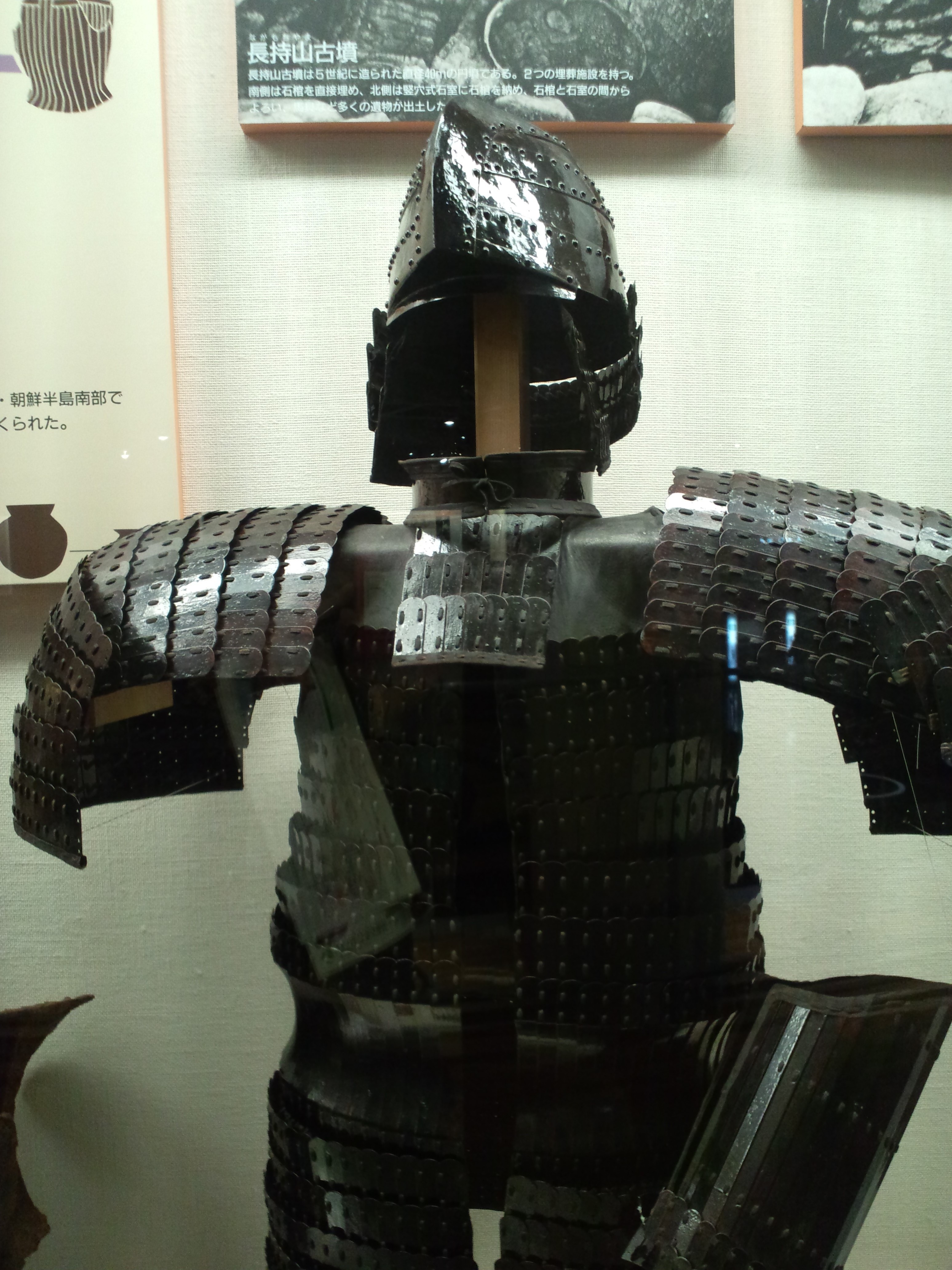
長持山古墳出土甲冑の復元品（小札甲） 大阪府藤井寺市。大阪府立近つ飛鳥博物館展示。

### 中世から近世まで（平安時代から江戸時代最初期まで）

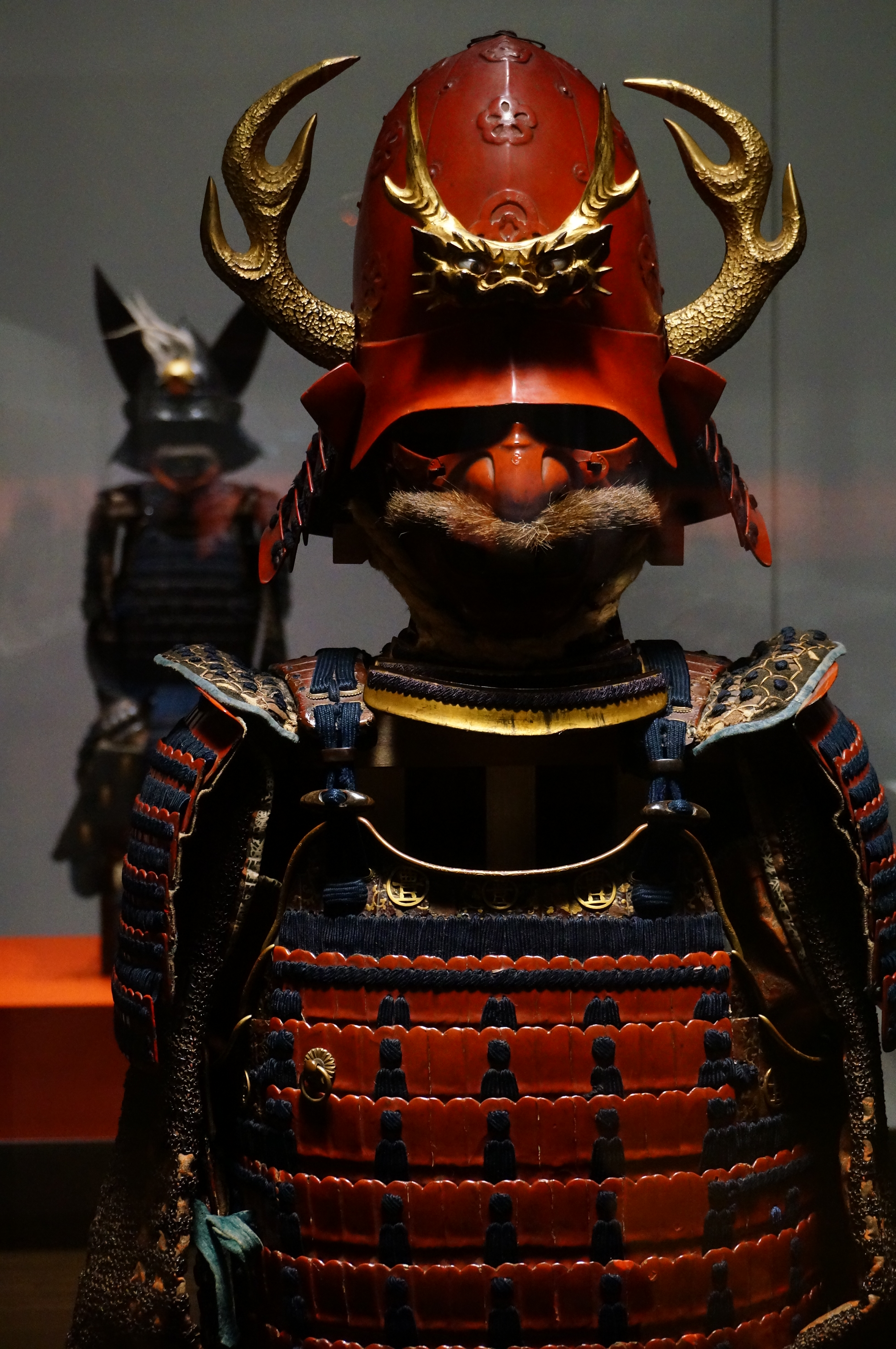
当世具足に特徴的な独創的なデザインの兜、胴部分の板札、顔と肩を守る面頬と当世袖が見て取れる。朱漆塗矢筈札紺糸素懸威具足（伝豊臣秀次所用）、16-17世紀、安土桃山時代（サントリー美術館蔵）

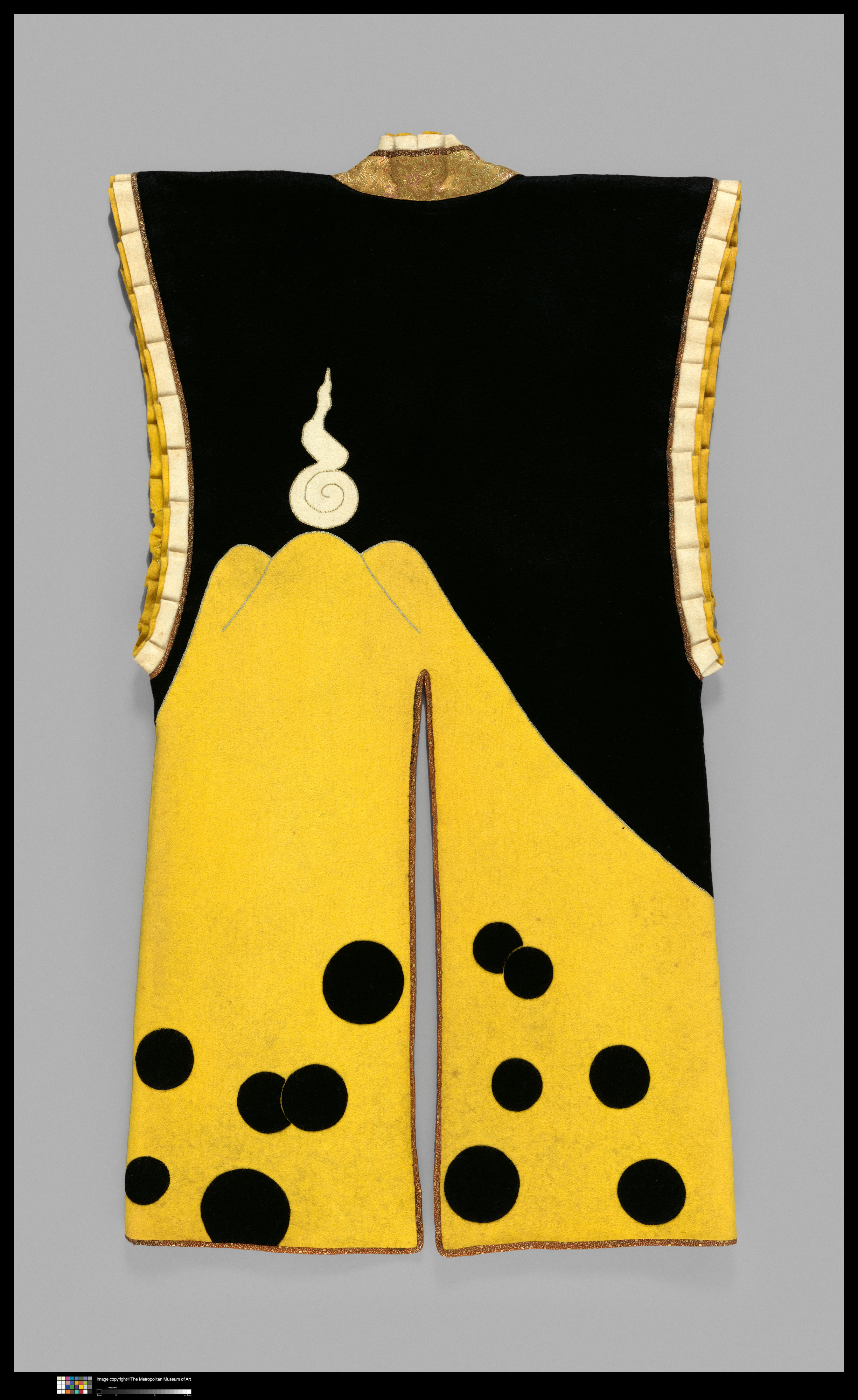
豊臣秀吉の所用とされる富士御神火文黒黄羅紗陣羽織を参考にして19世紀初頭から中頃の江戸時代に作られた陣羽織。メトロポリタン美術館蔵

平安時代には唐との交通が絶えて国風文化が隆盛し、武士の出現と騎射戦の発展ともに、日本独自の大鎧（当時は単に「鎧」または「着長」と言った）が出現した。従来の挂甲は儀礼的なものとしてだけ残り、綿襖甲は完全に廃れた。騎射戦が戦術の中心であった鎌倉時代までは騎乗の上級武者は大鎧を着用した。これに対して下級の徒歩武者が装着したのが胴丸である。平安時代末期の源平時代に日本の甲冑は最高度に発達し荘重優美を極めたが遺品は多くない。
鎌倉時代に入ると下級兵卒用に最も簡易な腹当が登場した。鎌倉時代中期の文永・弘安の役の後、戦闘方式が騎射戦中心から白兵戦に移り始めた。これにより騎馬武者も接近して切り合ったりするなど徒歩武者へのより積極的な対応が求められるようになり、大鎧の形状が腰で支えて着用する動きやすい形状に変化していった。鎌倉時代後期には重く機動性に劣る大鎧は敬遠され始めて武士の象徴的な存在となり、騎乗の上級武士が着用する甲冑は胴丸に兜と袖を加えたものが主流になった。また腹当が進化して防御範囲が拡大した腹巻が登場した。
南北朝時代から室町時代後期には胴丸と腹巻が主流であった。当初は腹巻は雑兵用であったが、やがて腹巻に兜・面頬・籠手・佩楯・背板などの防具も付けられるようになり上級武士も着用するようになった。この時代には甲冑の製造工程が簡略化されて従来より早く安く大量に生産ができるようになった。甲冑を構成する個々の鱗状の板を小札（こざね）といい、従来の甲冑では紐で半分ずつ重ねた小札を連結していた。この従来式の小札を本小札といい、毛引縅（けびきおどし）という連結の仕方で小札の表面が紐で覆われるほど密に連結されていた。それが室町時代には、小札同士を4分の1ずつ重ねた伊予札（いよざね）という小札が登場し、2本の紐で間隔を空けて繋ぐ素懸縅（すがけおどし）という新しい連結の仕方が登場し、従来より容易に大量に生産することが可能になった。
室町時代末期の戦国時代には、戦闘の大規模化や鉄砲伝来や槍の流行等による軍事環境の著しい変化に伴って、平安時代の大鎧と胴丸の誕生に続く甲冑の変革期を迎えた。こうして誕生したのが当世具足である。当世具足では従来の胴丸や腹巻で使われていた個々の本小札や伊予札が鉄や革を使用した横一列の板札（いたざね）や全面的な一枚板へと変化し、甲冑の耐久性と生産性の向上が図られている。そのかわり柔軟性が失われたため着脱しやすいように胴部分を蝶番で開閉させて装着できるようになった。また西洋のプレートアーマーを参考にした南蛮胴も登場した。
武将は一人で多数の甲冑を所有することもあり、例えば徳川家康所用品は久能山東照宮、日光東照宮、紀州東照宮、徳川美術館、徳川ミュージアム、東京国立博物館などに数十品が確認されている。
戦場での防寒着として甲冑の上から陣羽織を羽織ることも流行し、有力な武将は様々な柄の陣羽織を使っていた。

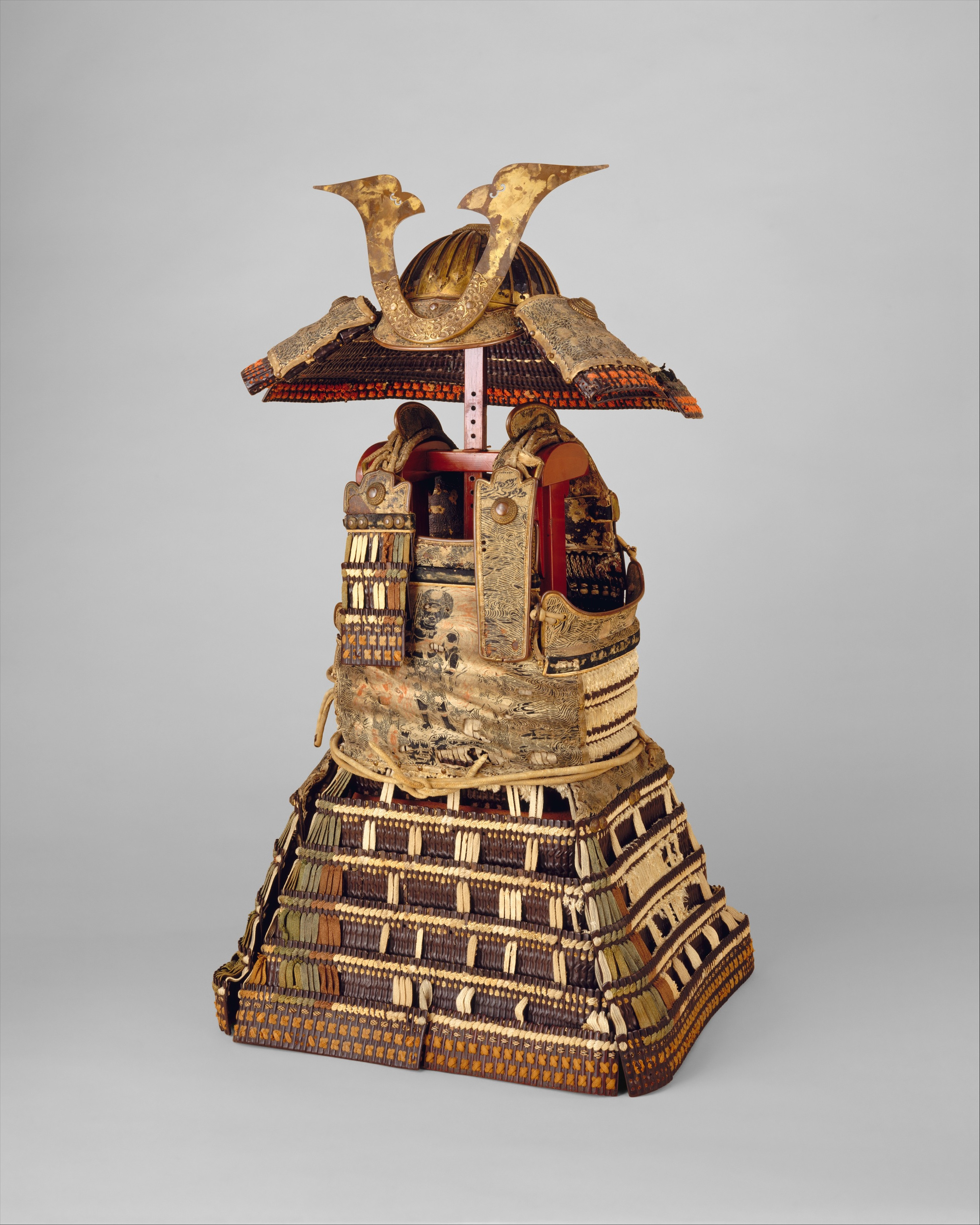
伝・足利尊氏所用の白糸褄取威大鎧（兜・袖欠）および黒韋腰白威筋兜、室町時代・14世紀初頭（メトロポリタン美術館蔵）
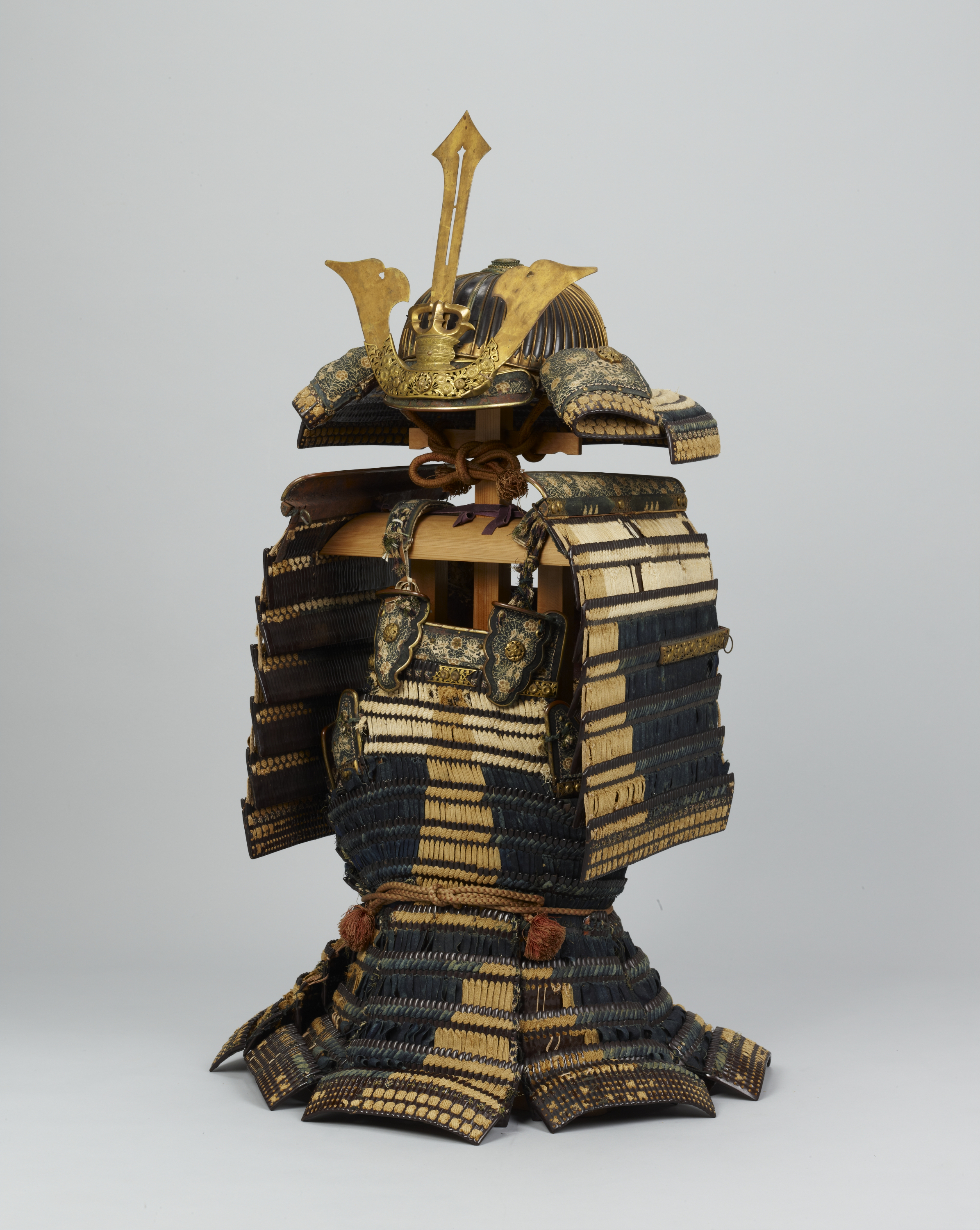
黒韋肩妻取威胴丸、室町時代・15世紀（東京国立博物館所蔵、重要文化財）
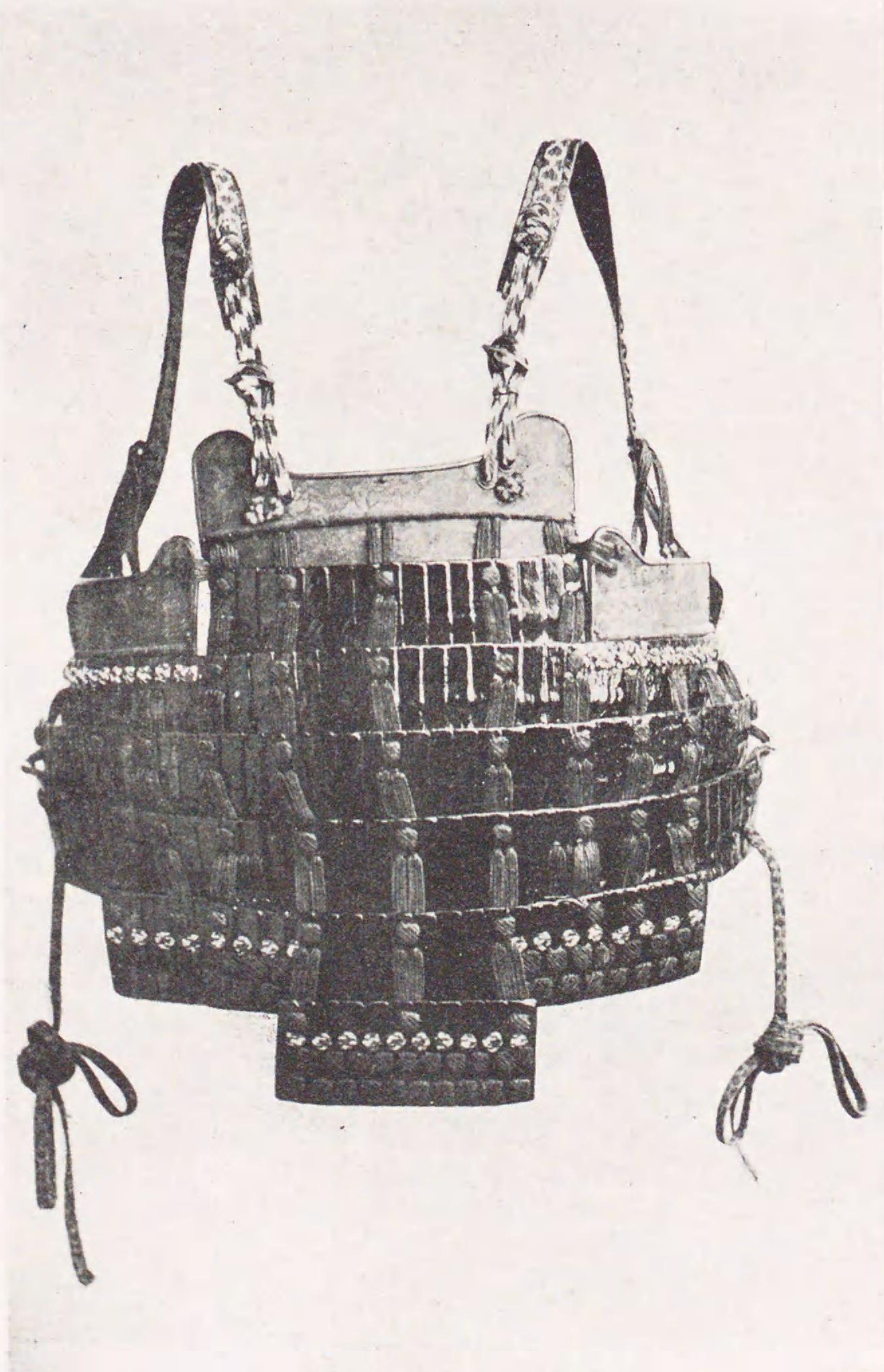
松浦氏伝来の紅糸素懸威腹当（松浦史料博物館所蔵）
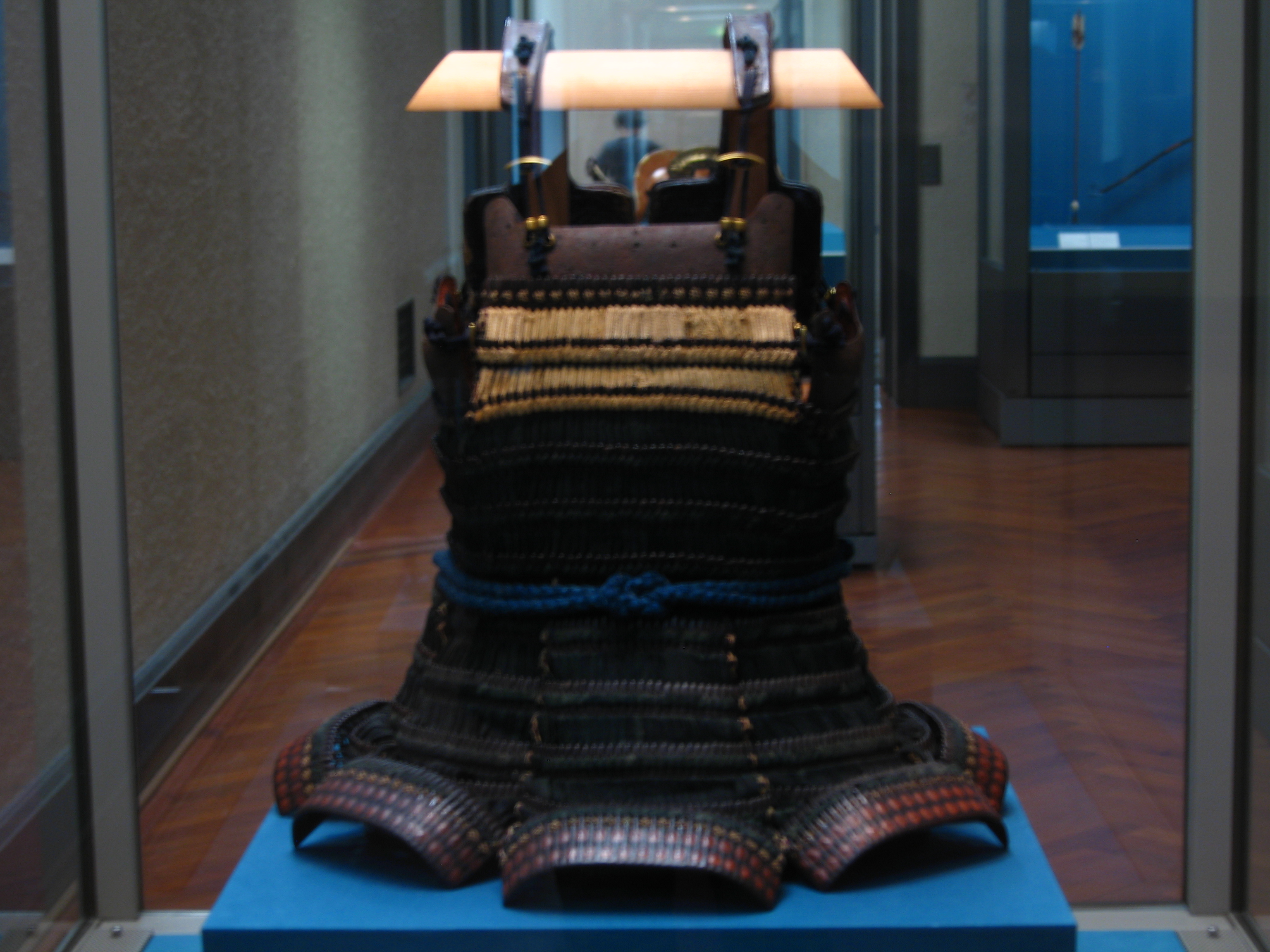
黒革肩白威腹巻（東京国立博物館所蔵）
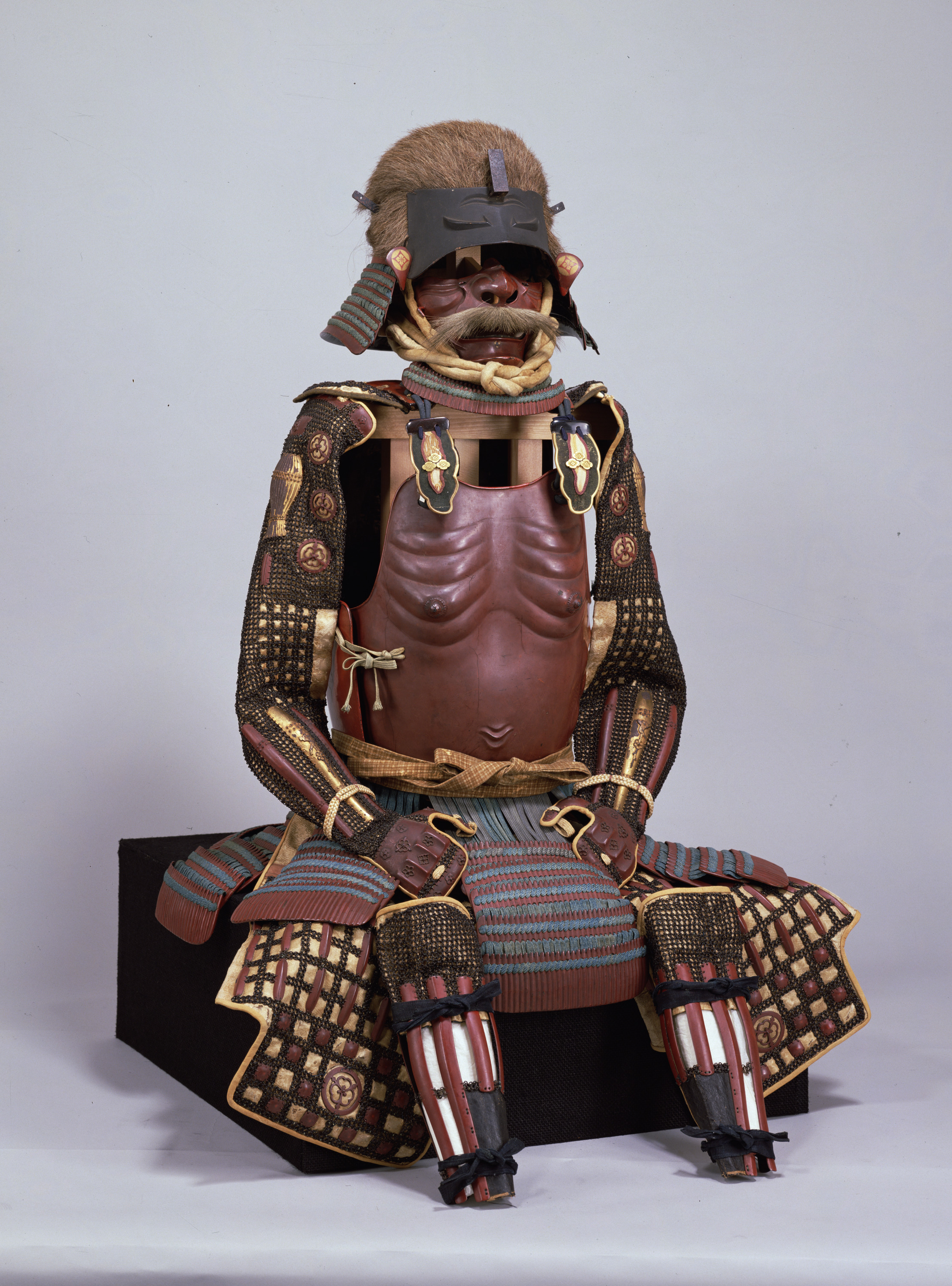
仁王胴具足、安土桃山時代・16世紀（東京国立博物館蔵）
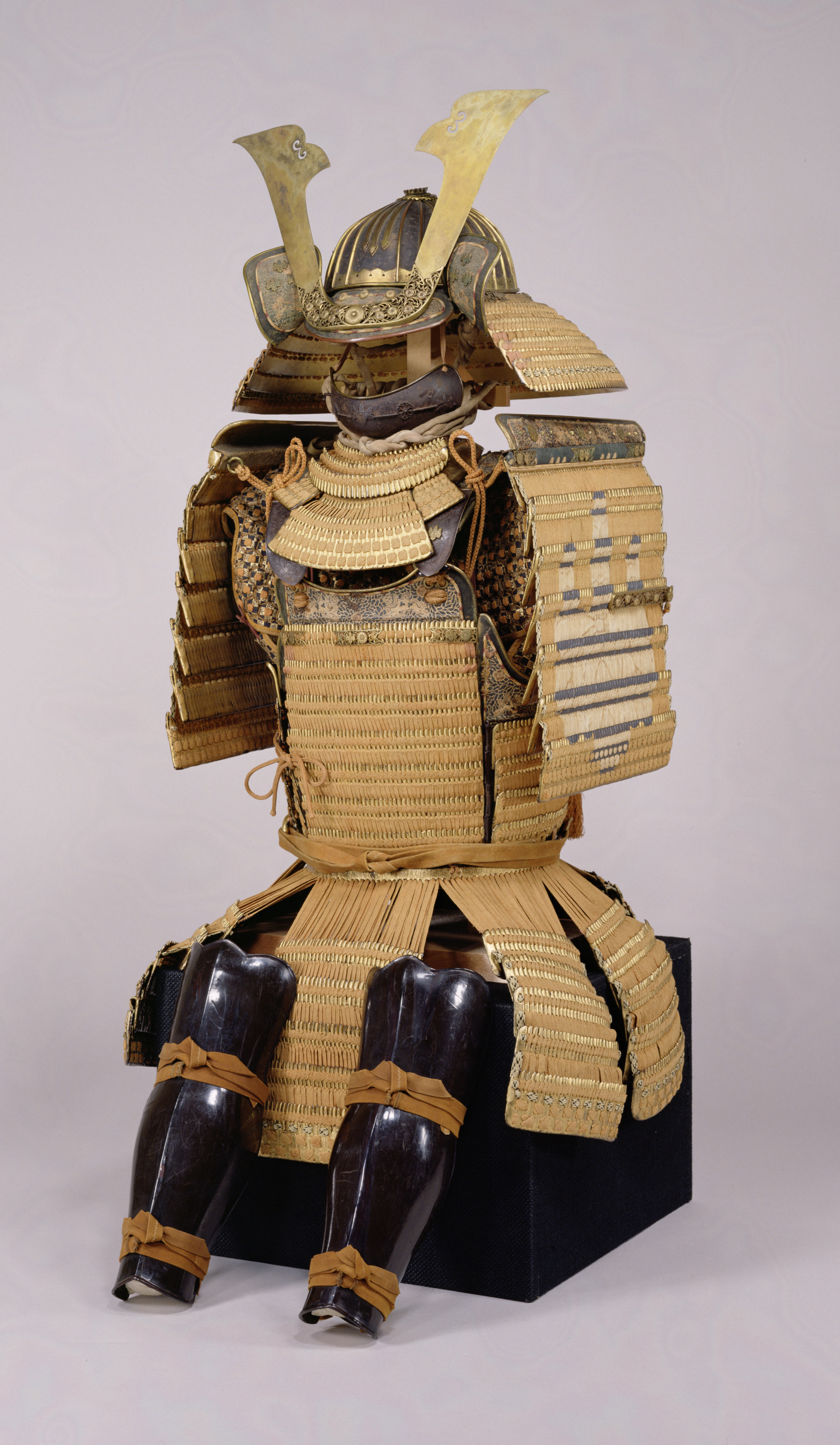
金小札紅糸威五枚胴具足、安土桃山 - 江戸時代・16-17世紀（東京国立博物館蔵）
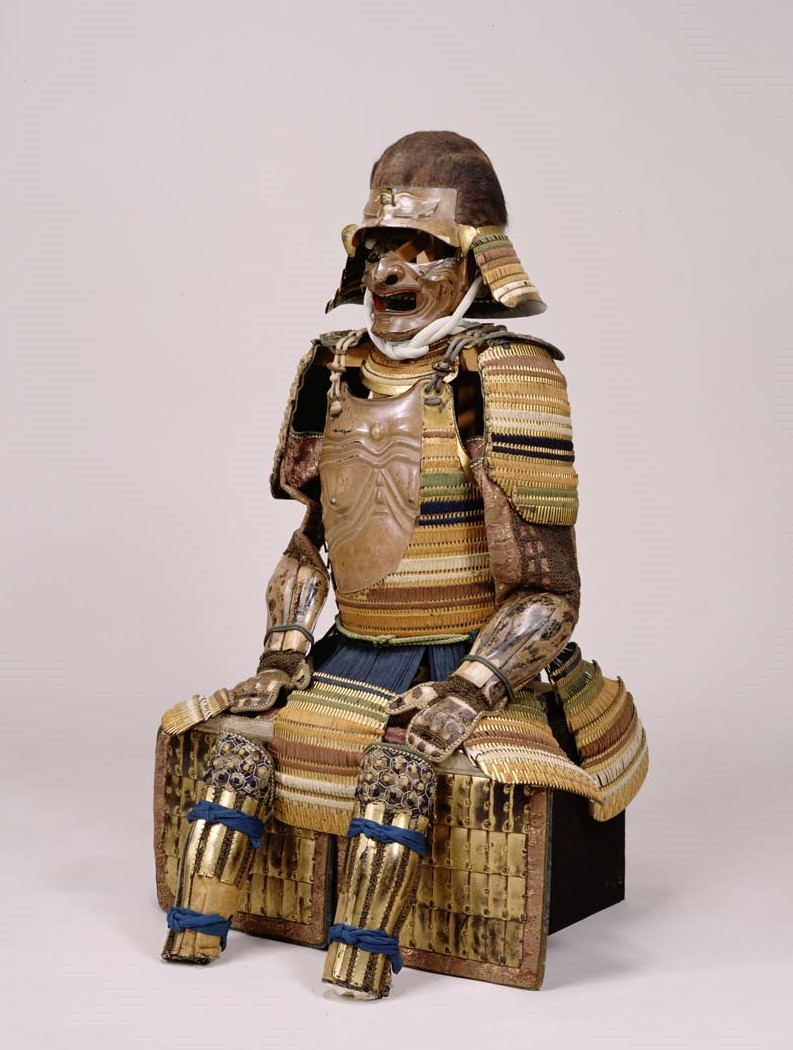
肩脱二枚胴具足（伝加藤清正所用）、安土桃山 - 江戸時代・16 - 17世紀（東京国立博物館蔵）
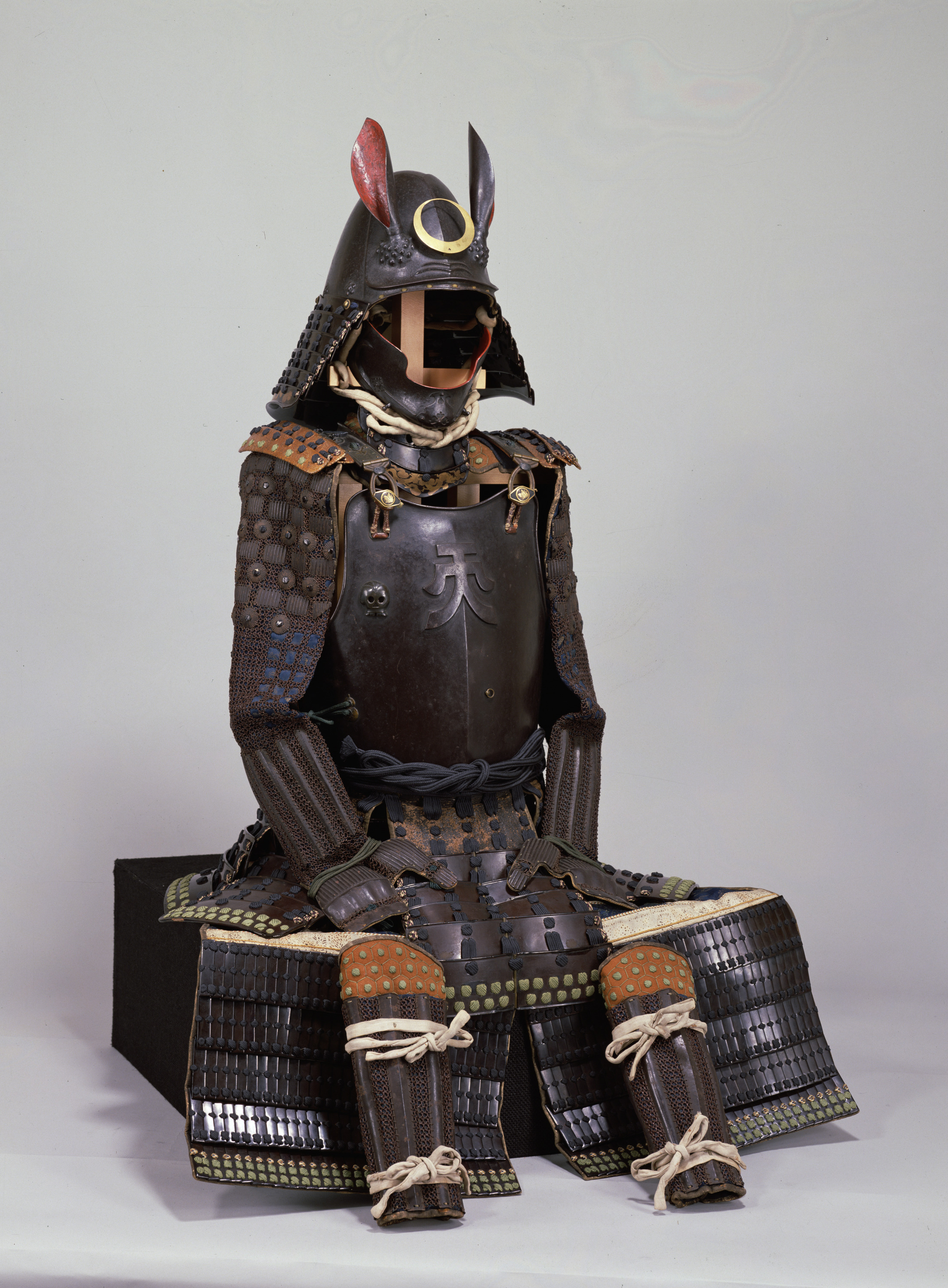
南蛮胴具足（伝明智光春所用）、安土桃山時代 - 江戸時代・16 - 17世紀（東京国立博物館蔵）
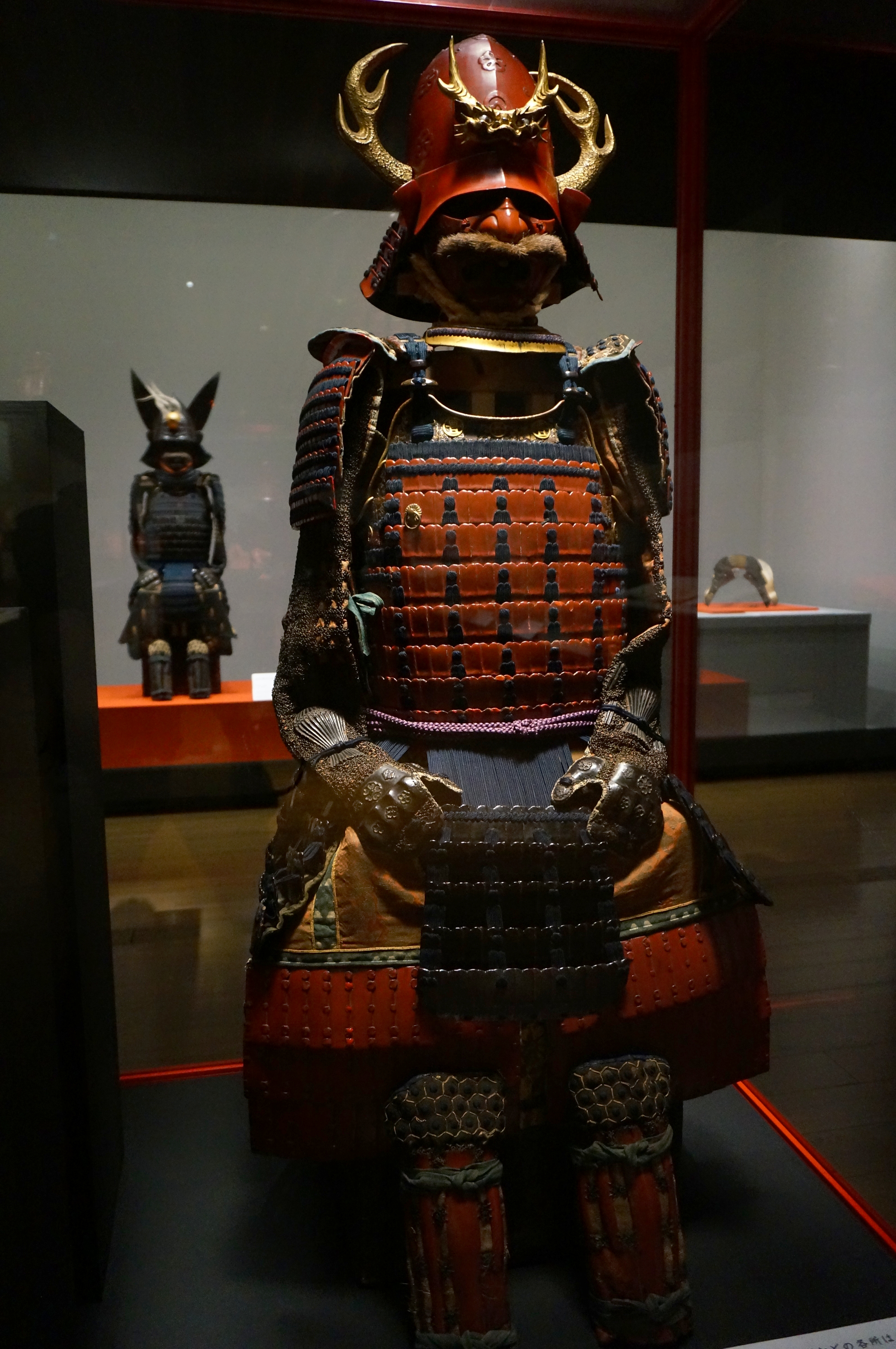
朱漆塗矢筈札紺糸素懸威具足（伝豊臣秀次所用）、安土桃山時代、16 - 17世紀（サントリー美術館蔵）
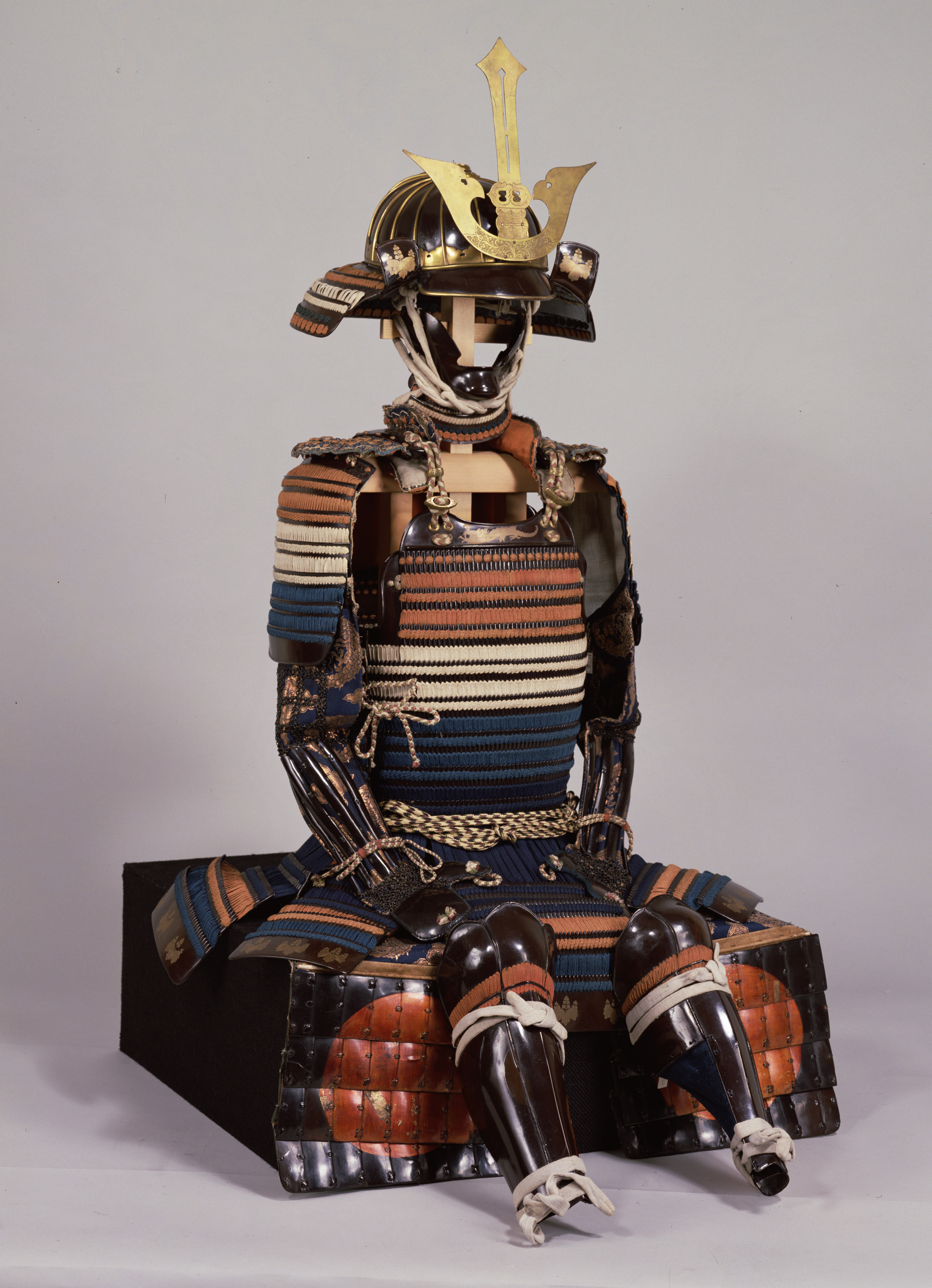
色々糸威二枚胴具足（徳川家康近侍所用）、安土桃山 - 江戸時代・17世紀、東京国立博物館蔵）
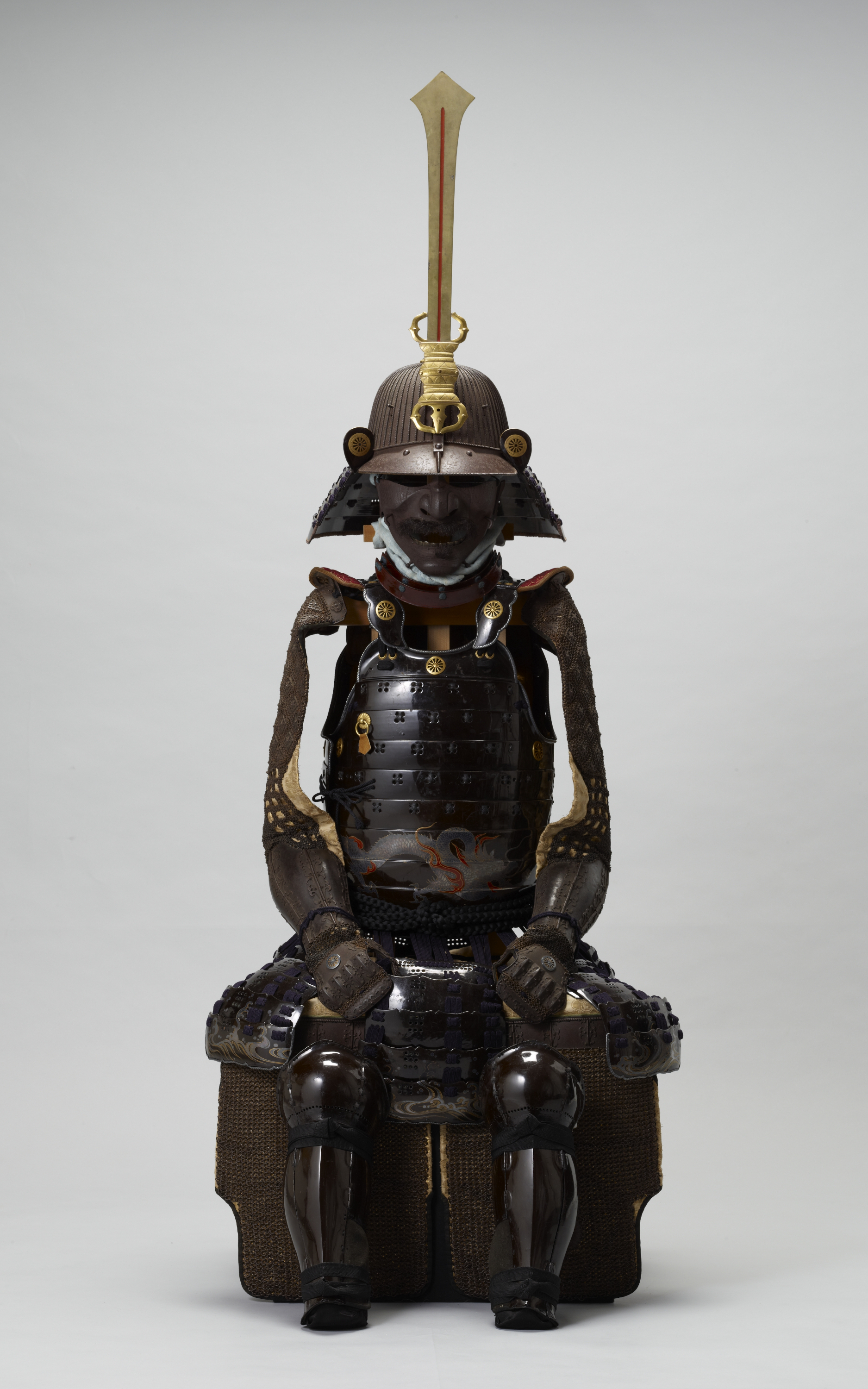
黒糸威二枚胴具足（榊原康政所用）、江戸時代・17世紀（東京国立博物館、重要文化財）
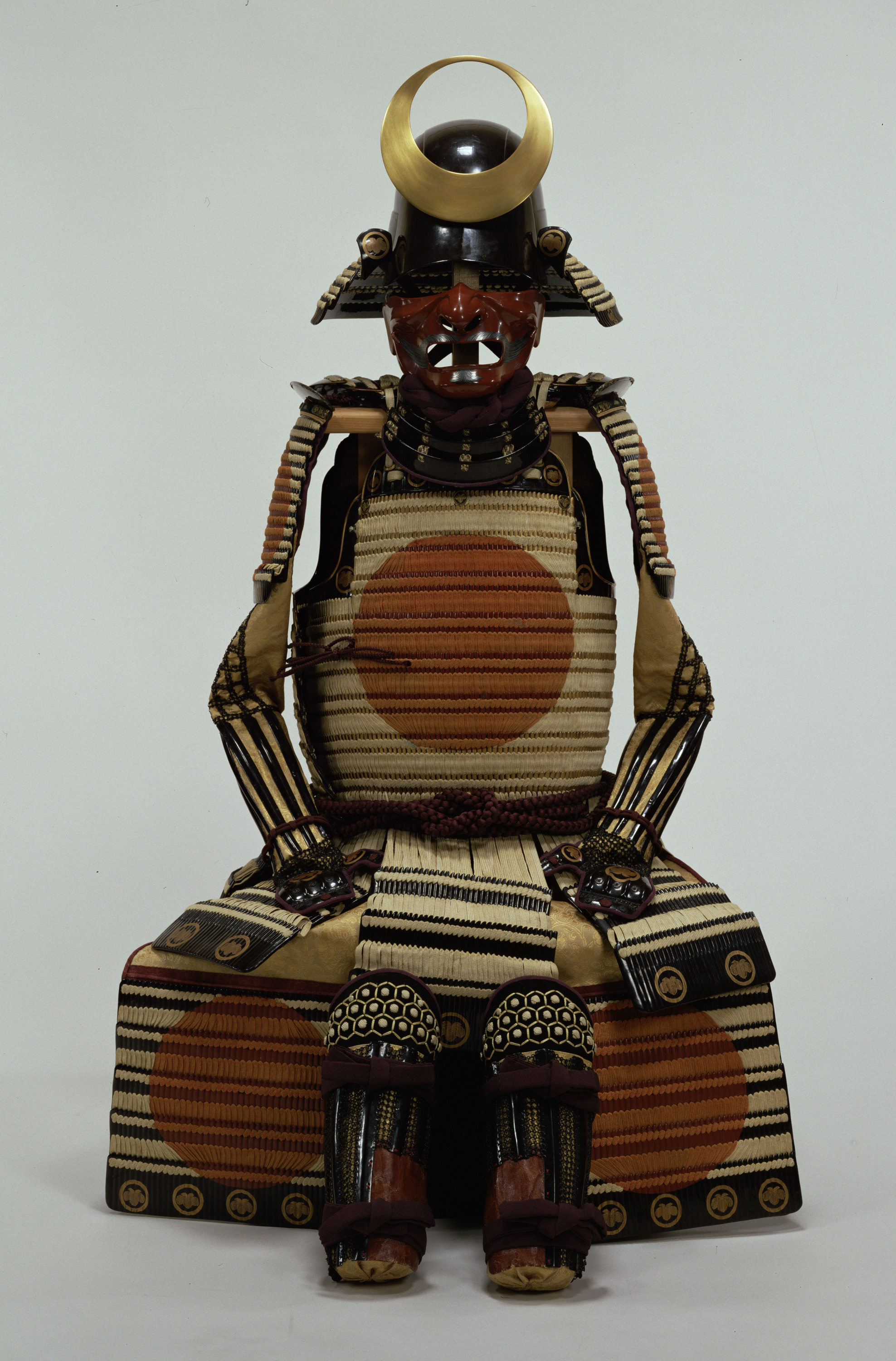
白糸威胴丸具足（松平家乗所用）、江戸時代・1614年以前（東京国立博物館蔵）胴丸仕立ての当世具足
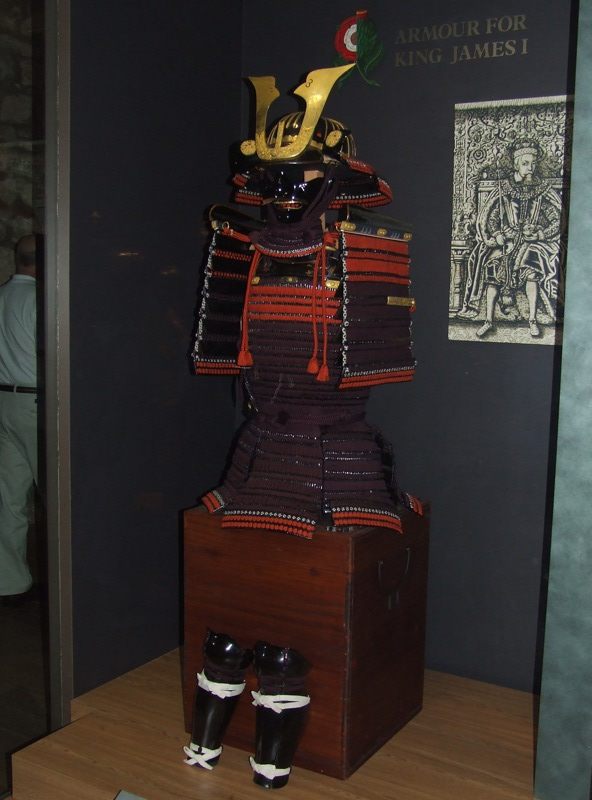
江戸時代・1613年に徳川秀忠がジェームズ1世に贈ったもので胴丸仕立ての当世具足（ロンドン塔蔵）
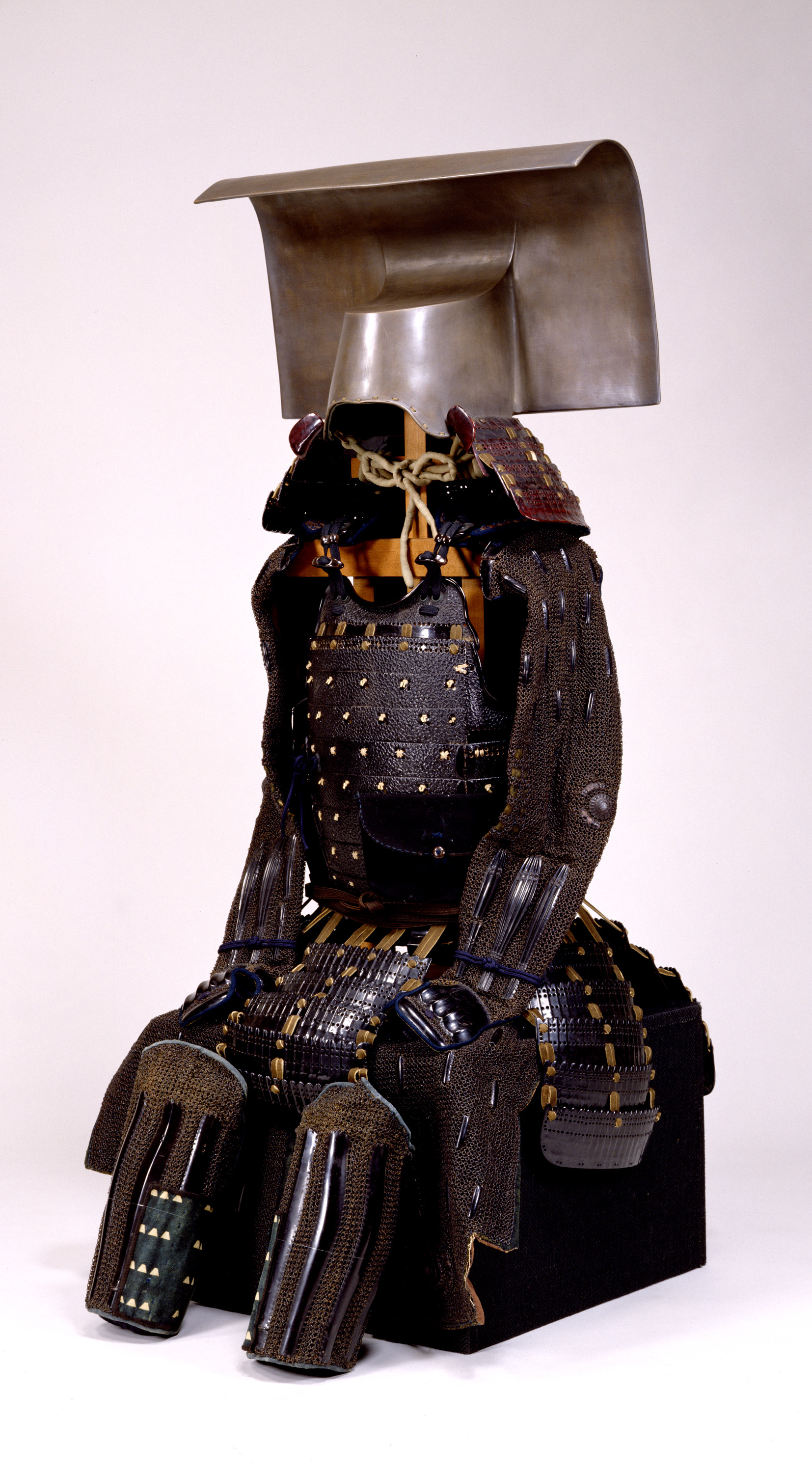
黒糸威胴丸具足（伝黒田高政所用）、江戸時代・17世紀、東京国立博物館蔵）
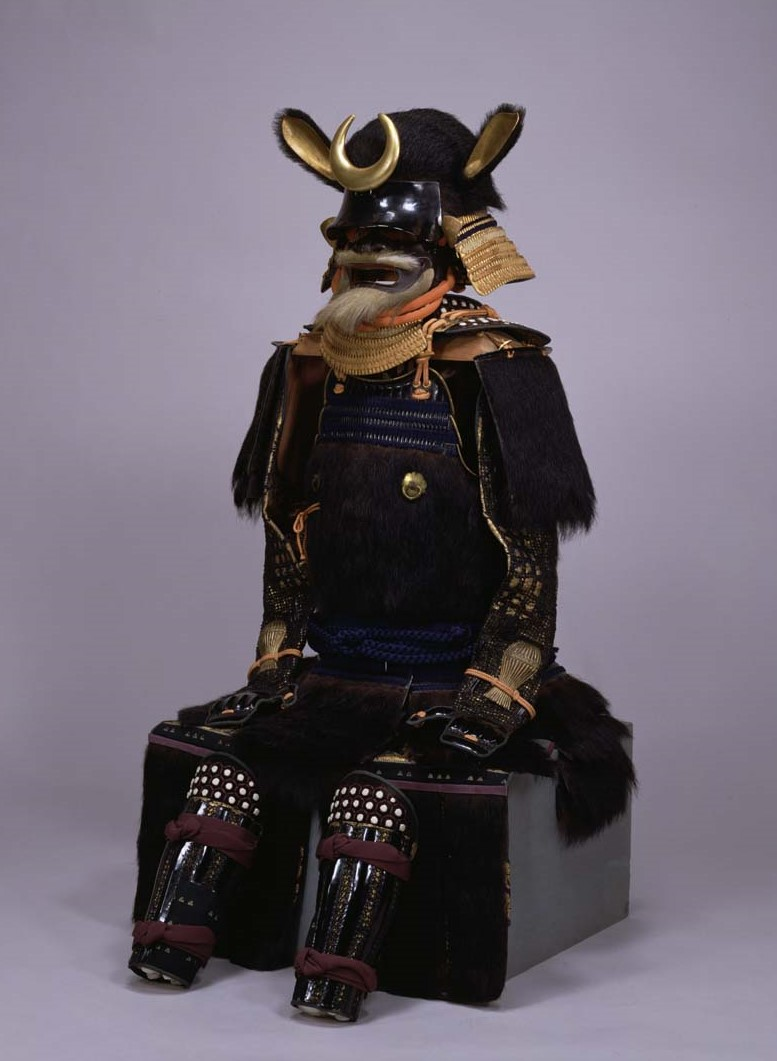
熊毛植二枚胴具足、江戸時代・17世紀（東京国立博物館蔵）

### 近世・近代（江戸時代以降）

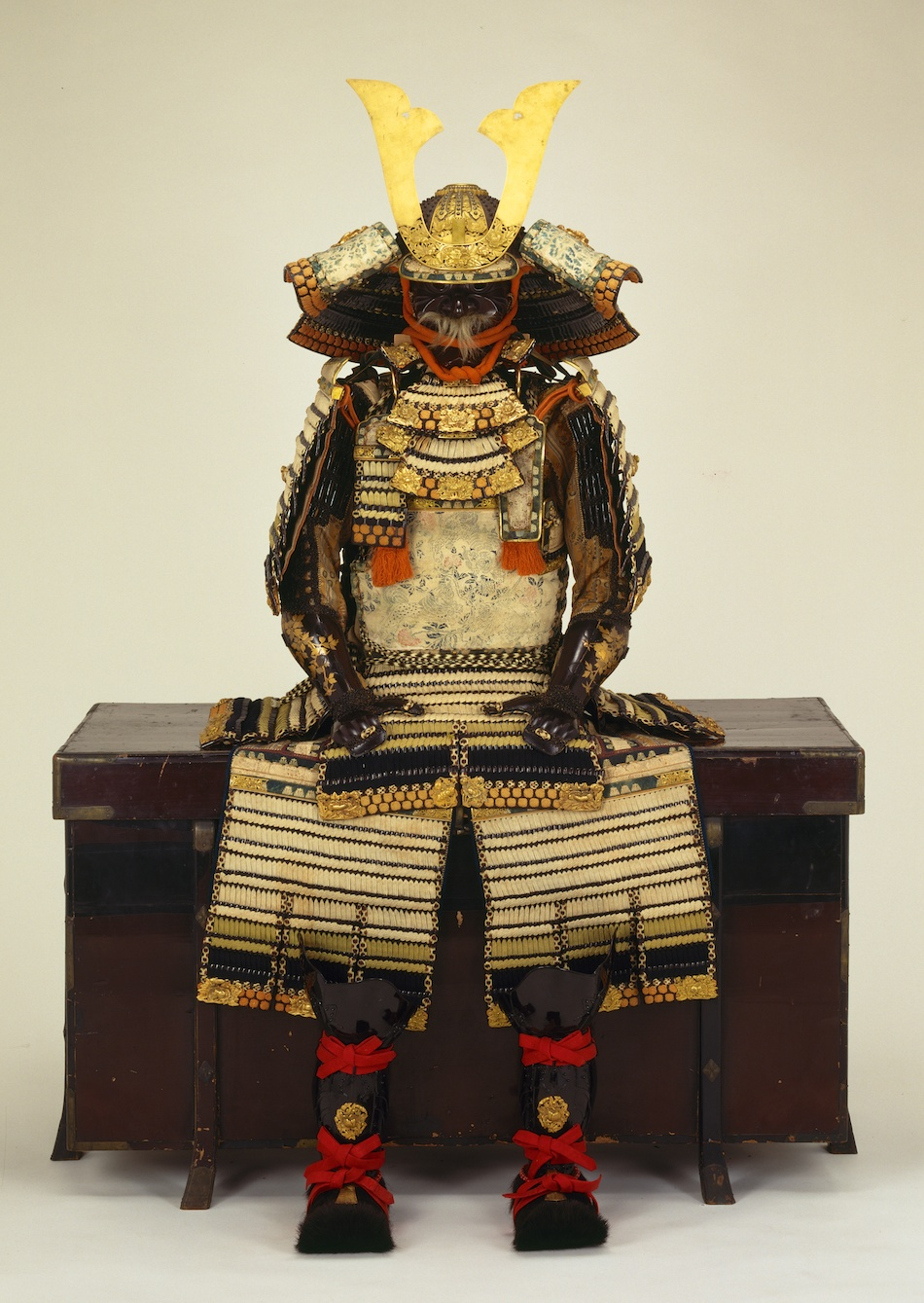
島津斉彬所用の白糸裾萌葱紺威鎧 兜・大袖・小具足付、江戸時代・19世紀（東京富士美術館蔵）

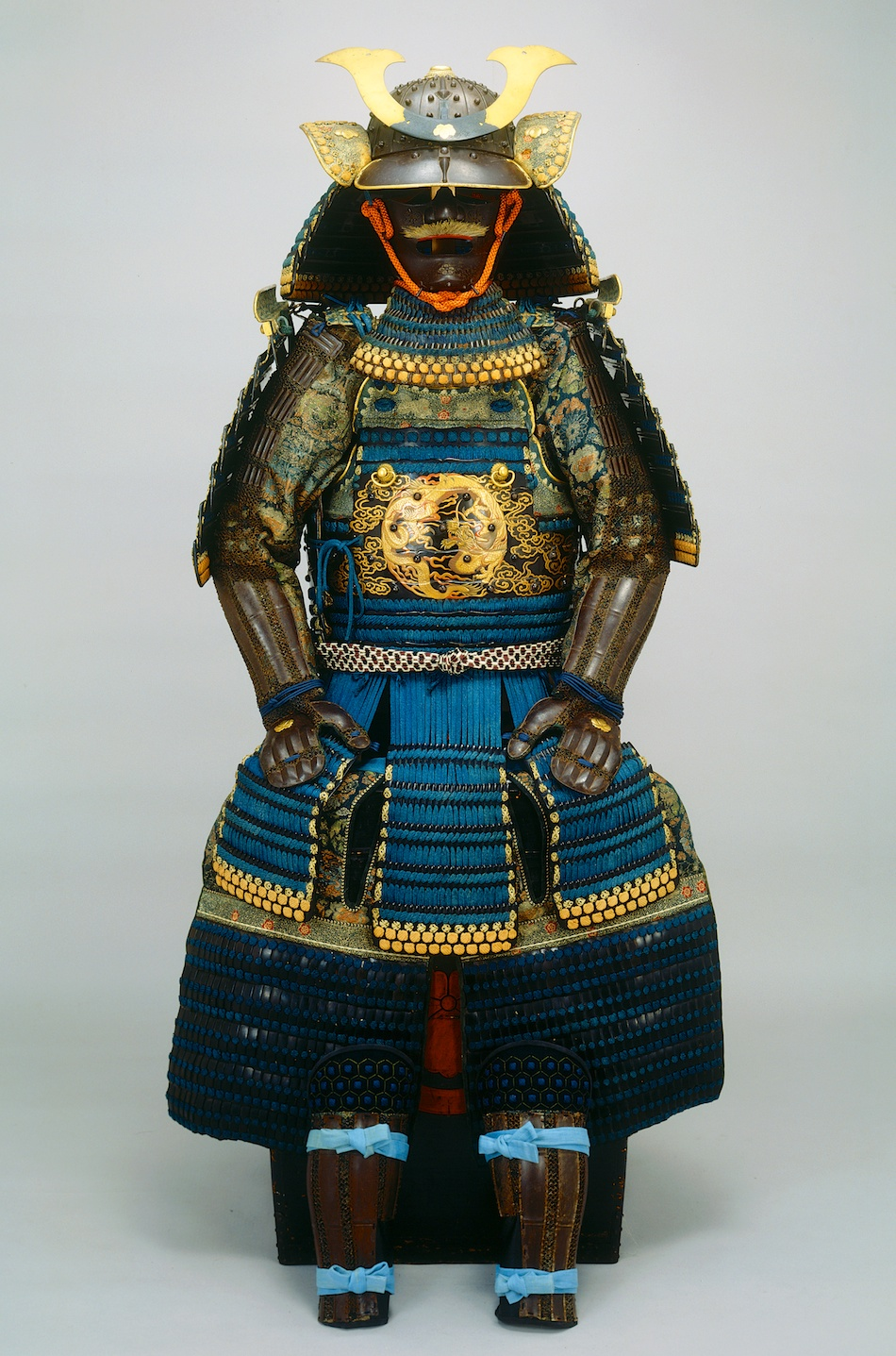
御納戸糸威雲龍蒔絵山道頭桶側二枚胴具足、江戸時代・19世紀（東京富士美術館蔵）

江戸時代に入り、1615年の大坂夏の陣で江戸幕府が豊臣氏を滅ぼし、元和偃武を迎えて世が太平を謳歌するようになると、大規模な戦闘で甲冑が使われることもなくなり、飾った時の見た目の豪華さを目的に当世具足に虚飾が加えられるようになった。江戸時代中期以降は中世復古調が流行り、大鎧・胴丸・腹巻を模範として甲冑が作られたが、当世具足の様式と混ざったりして必ずしも時代考証に則ったものではない甲冑も製作された。幕末には革製の甲冑もつくられた。明治維新による武士階級の消滅や軍備の近代化に伴い、1877年の西南戦争を最後に実用に供されることはなくなった。

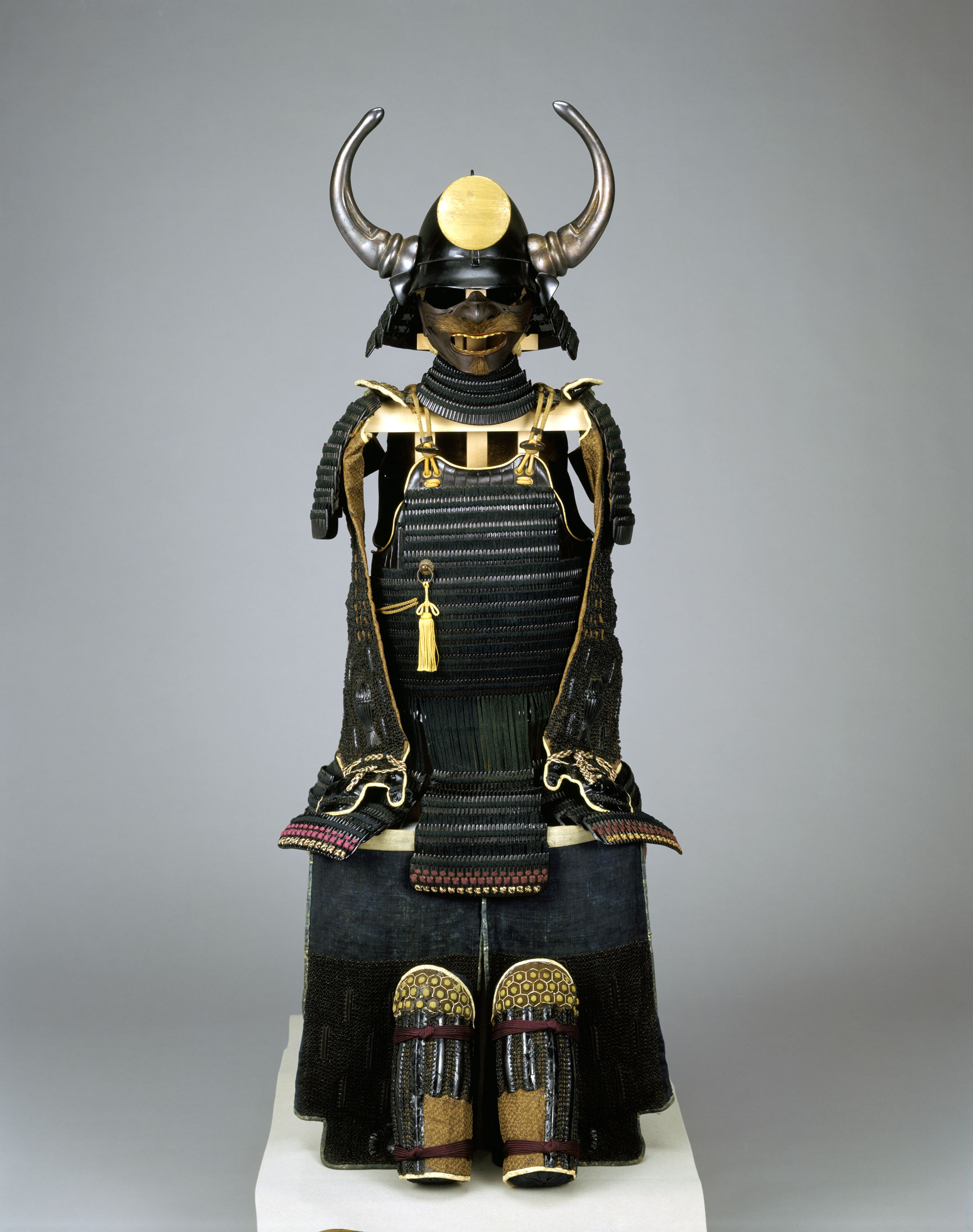
紺糸威胴丸具足（伝黒田家家老小河家伝来）、江戸時代・18世紀（九州国立博物館蔵）
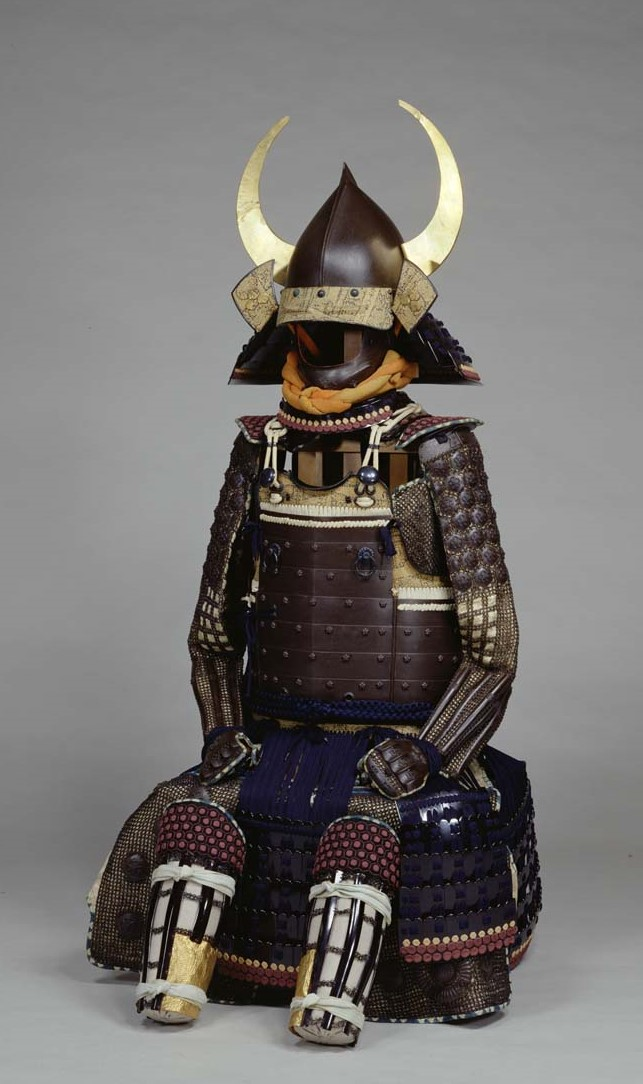
紺糸威六枚胴具足、江戸時代・18世紀（東京国立博物館蔵）
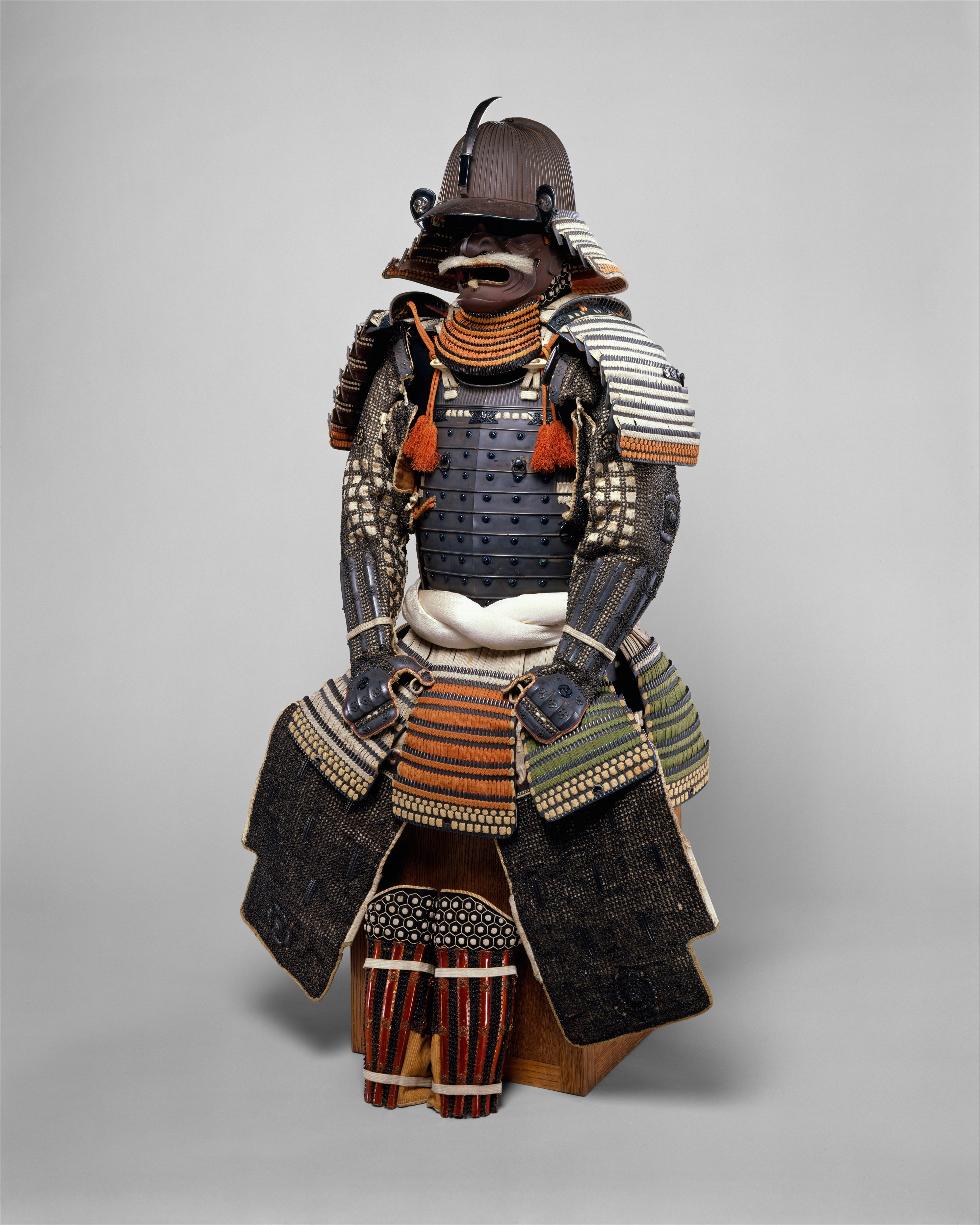
馬面（ばめん）派作の当世具足、江戸時代・18世紀（メトロポリタン美術館蔵）
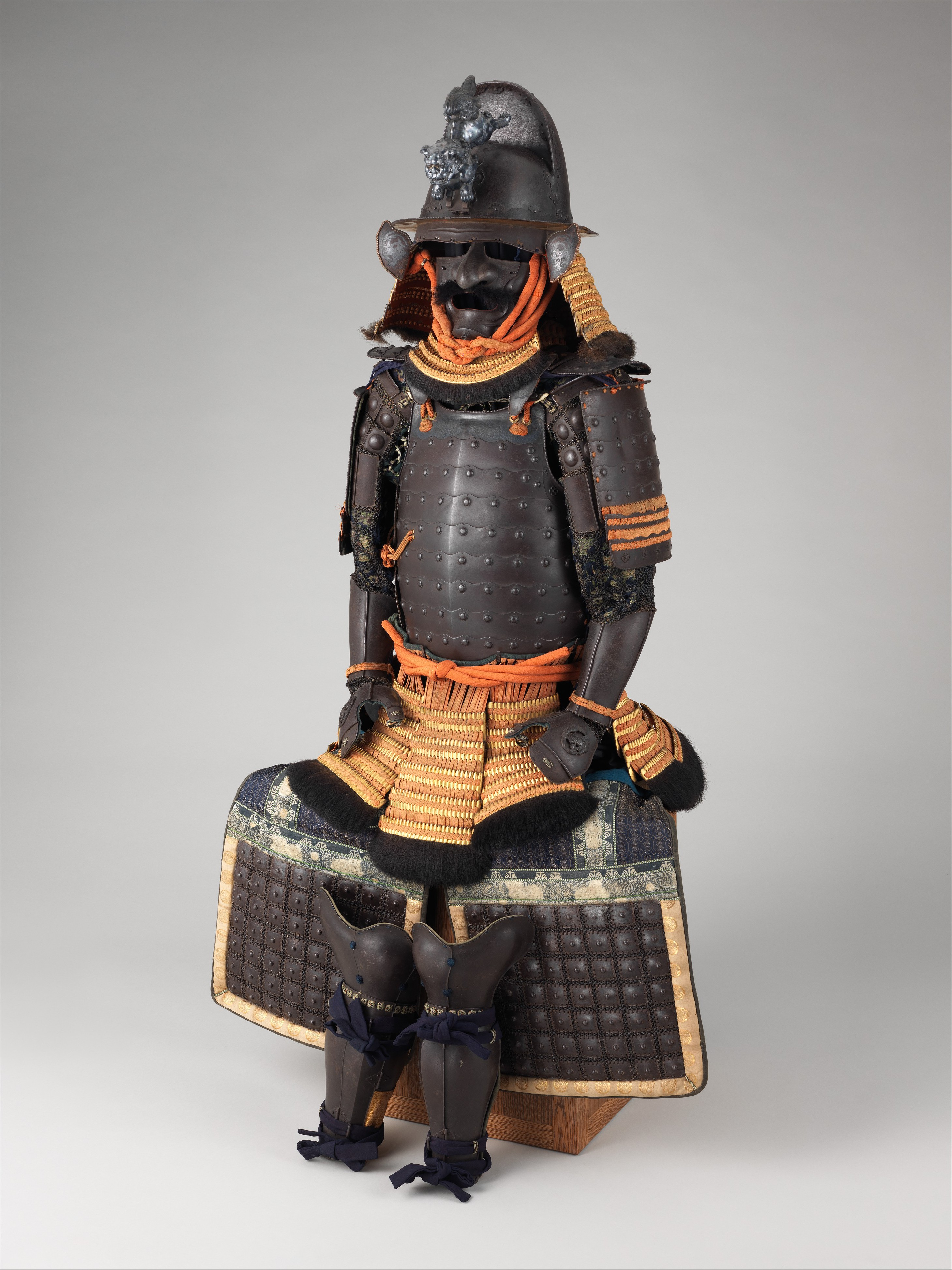
当世具足、江戸時代・18世紀（メトロポリタン美術館蔵）
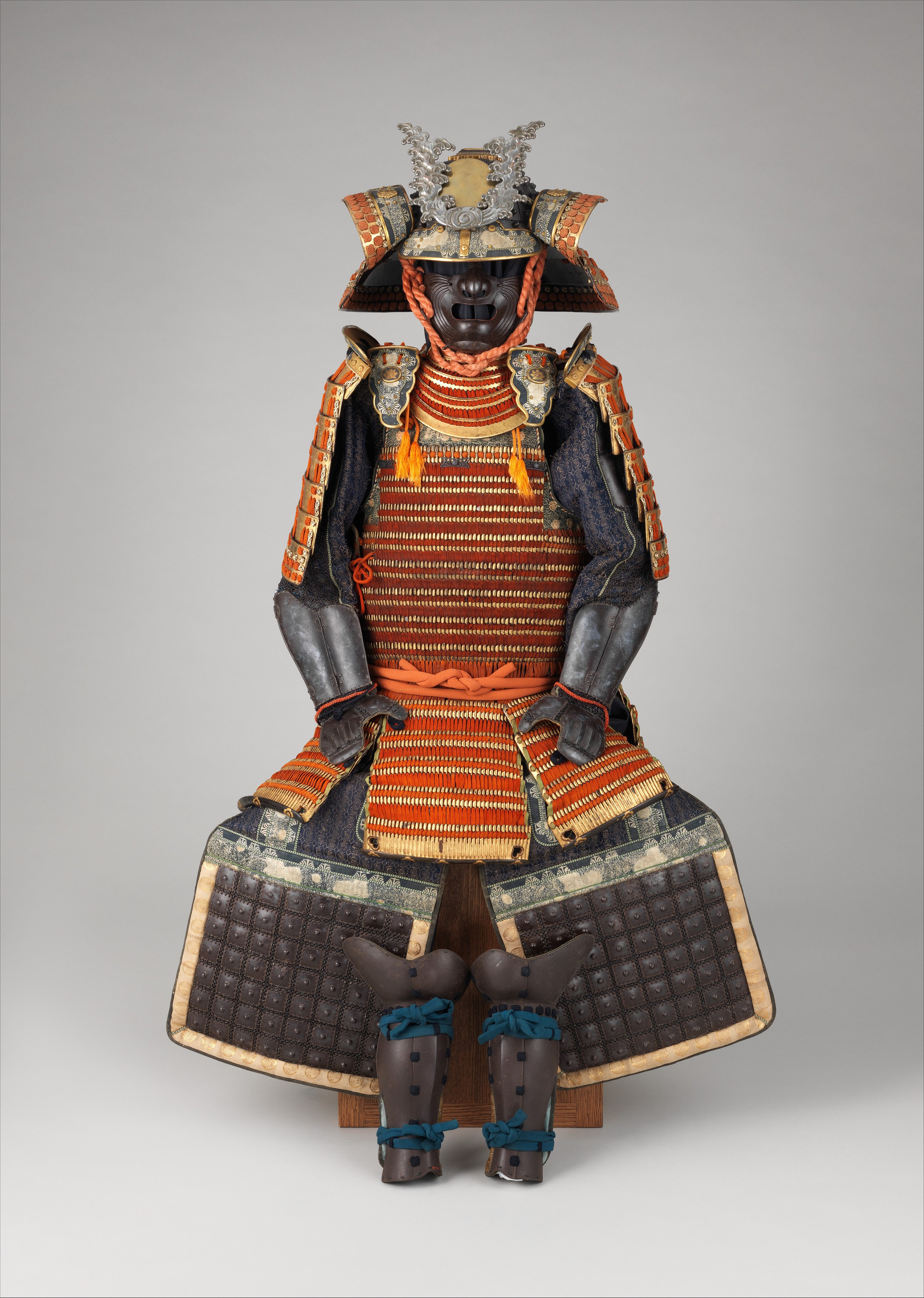
能の演目「竹生島」を題材にした中世復古調の当世具足、江戸時代・18世紀（メトロポリタン美術館蔵）
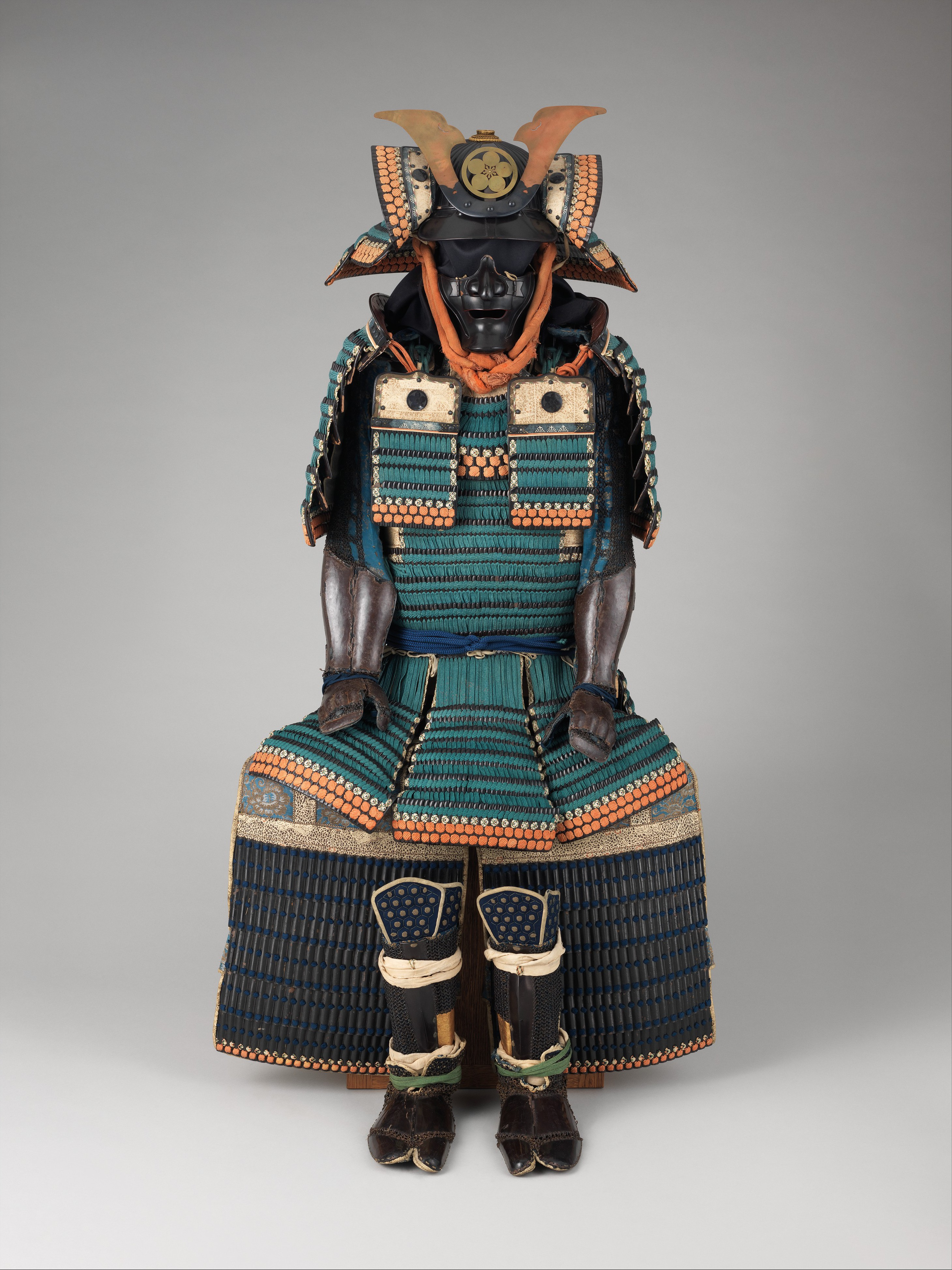
前田家家紋入りの中世復古調の当世具足、江戸時代・18世紀（メトロポリタン美術館蔵）
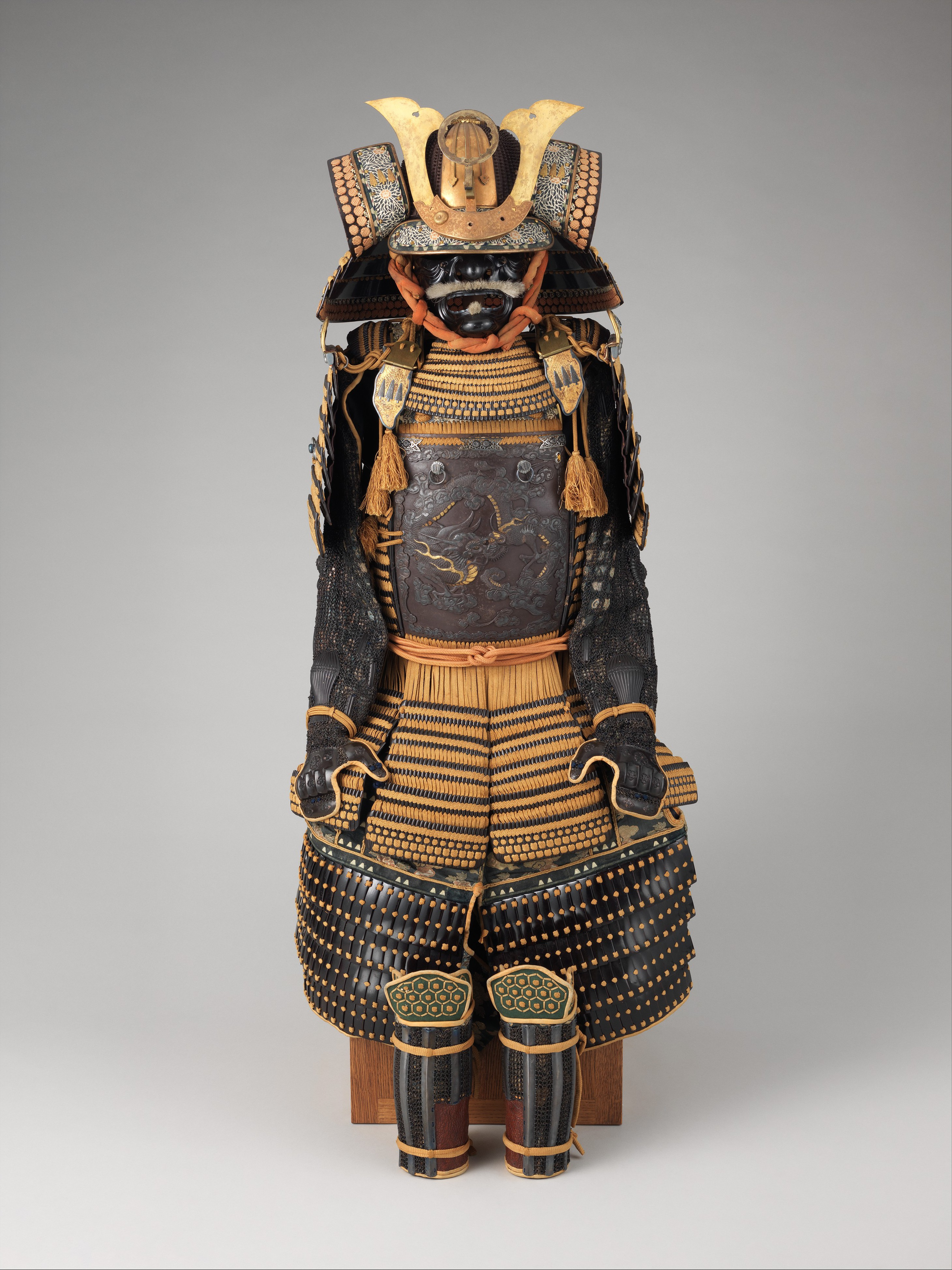
胴に雲龍図が描かれた中世復古調の当世具足、江戸時代・18 - 19世紀（メトロポリタン美術館蔵）
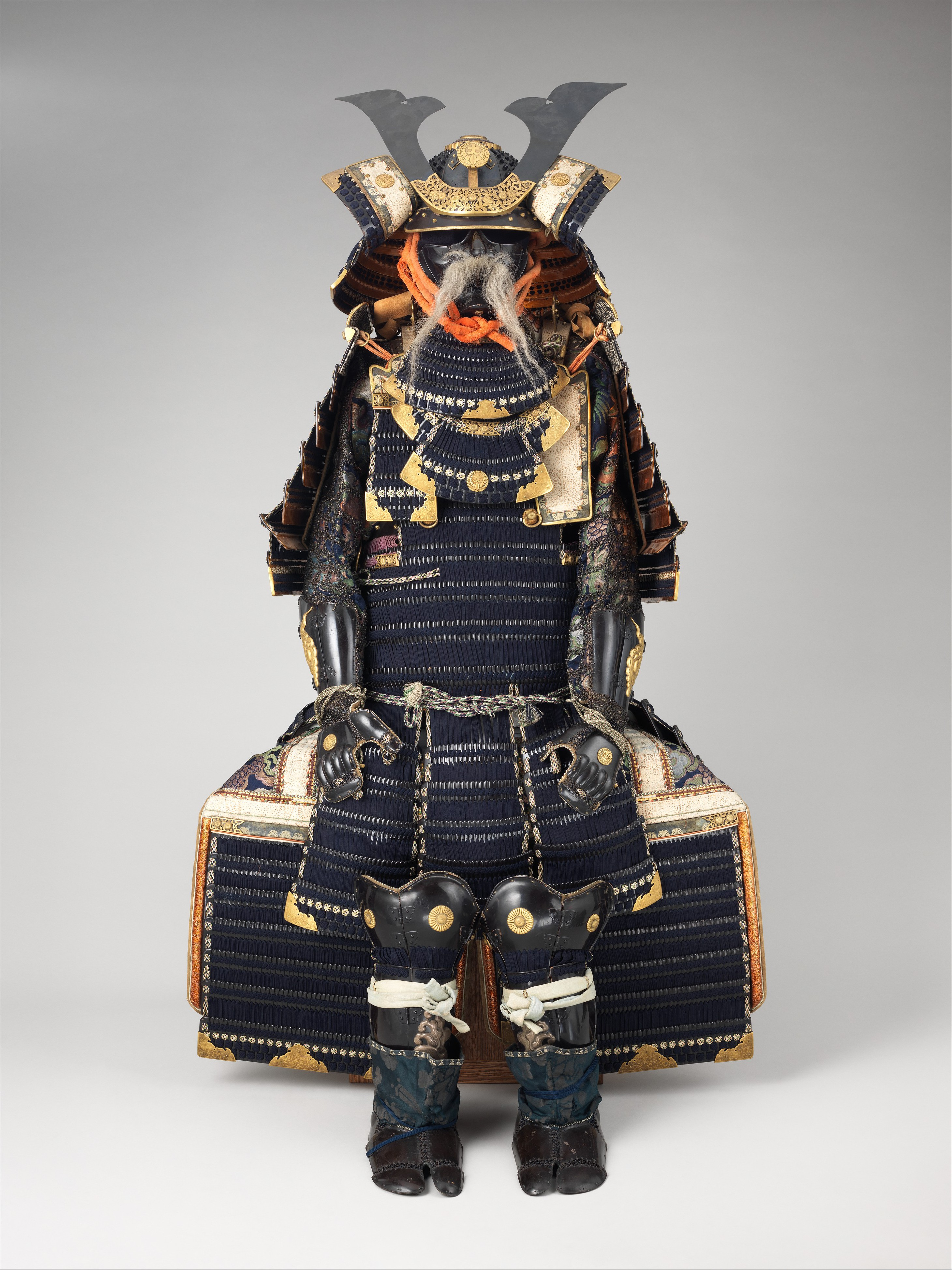
烏山藩系大久保氏家紋入りの中世復古調の当世具足、江戸時代・19世紀（メトロポリタン美術館蔵）
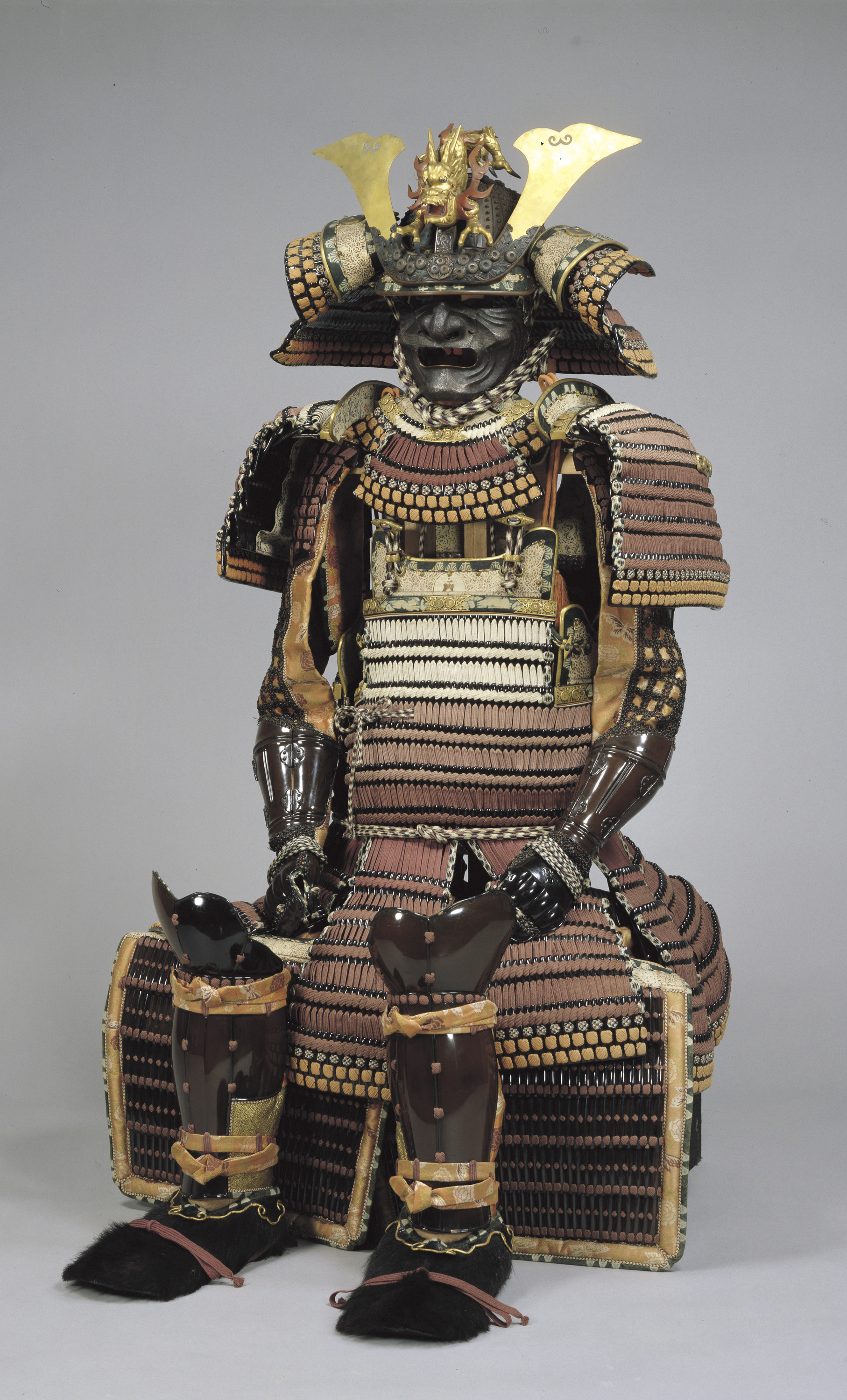
紫裾濃威胴丸具足、中世復古調の胴丸仕立ての当世具足、江戸時代・19世紀（東京国立博物館蔵）
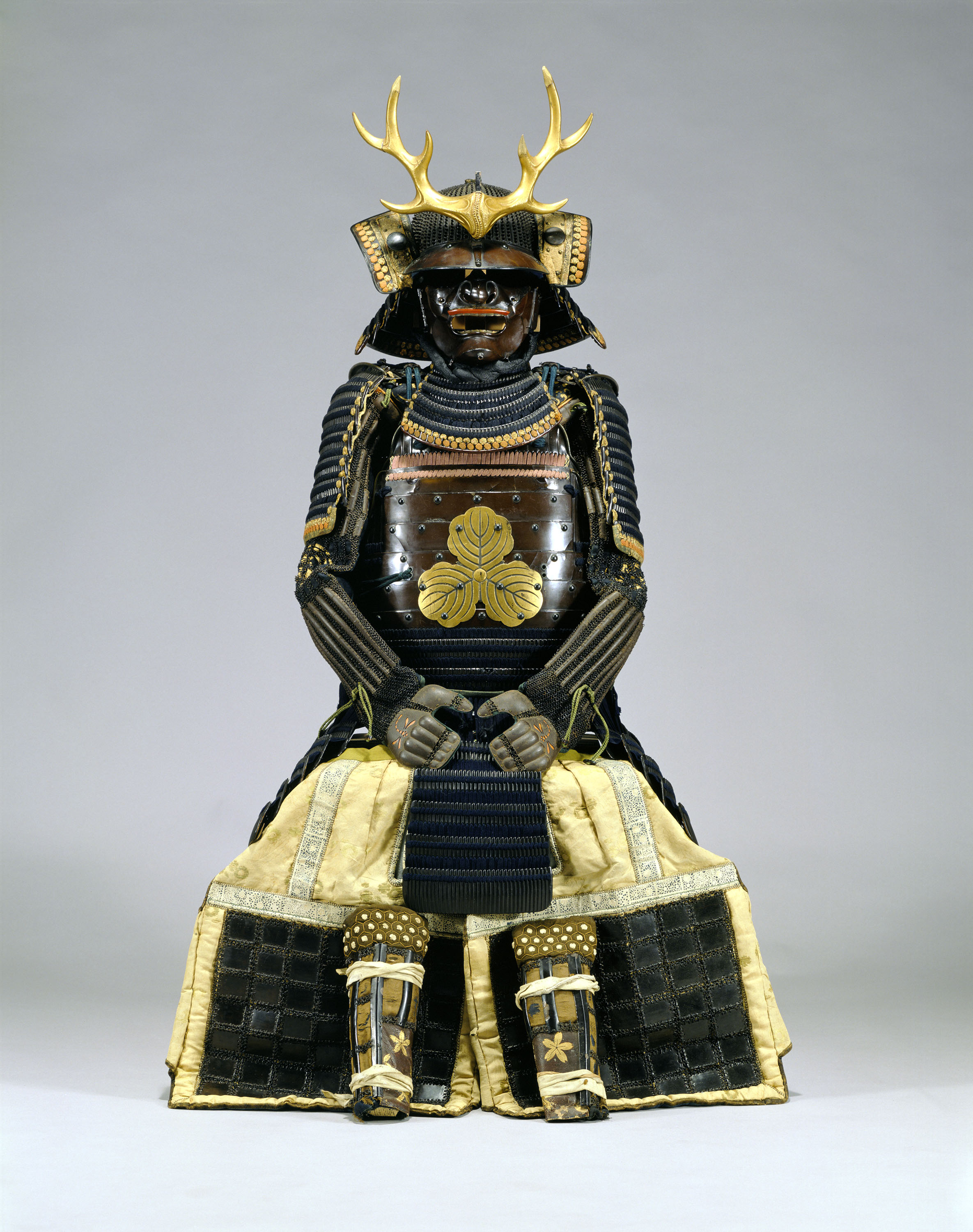
紺糸威桶側二枚胴具足、江戸時代・19世紀（九州国立博物館蔵）
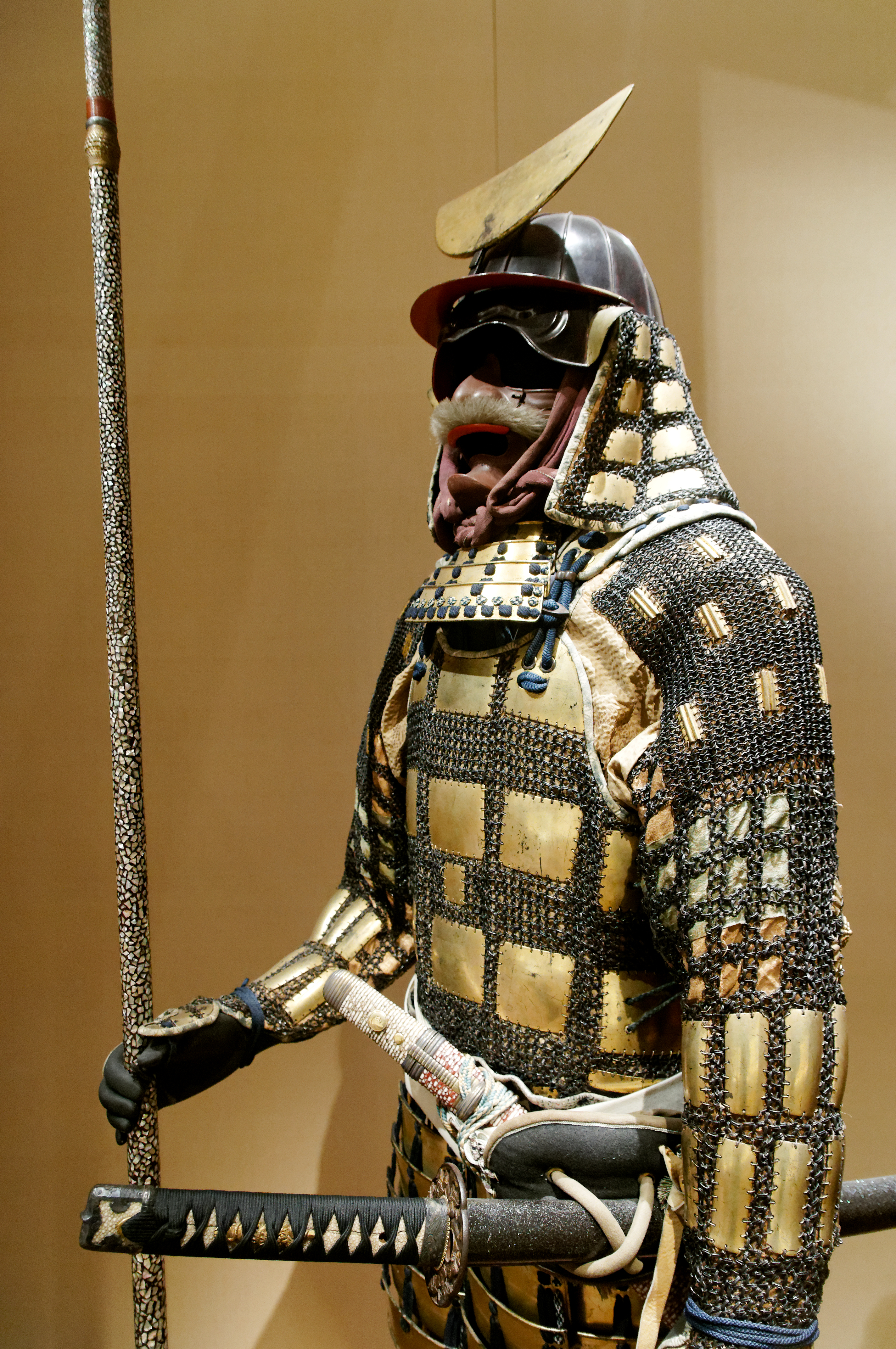
畳胴具足、江戸時代
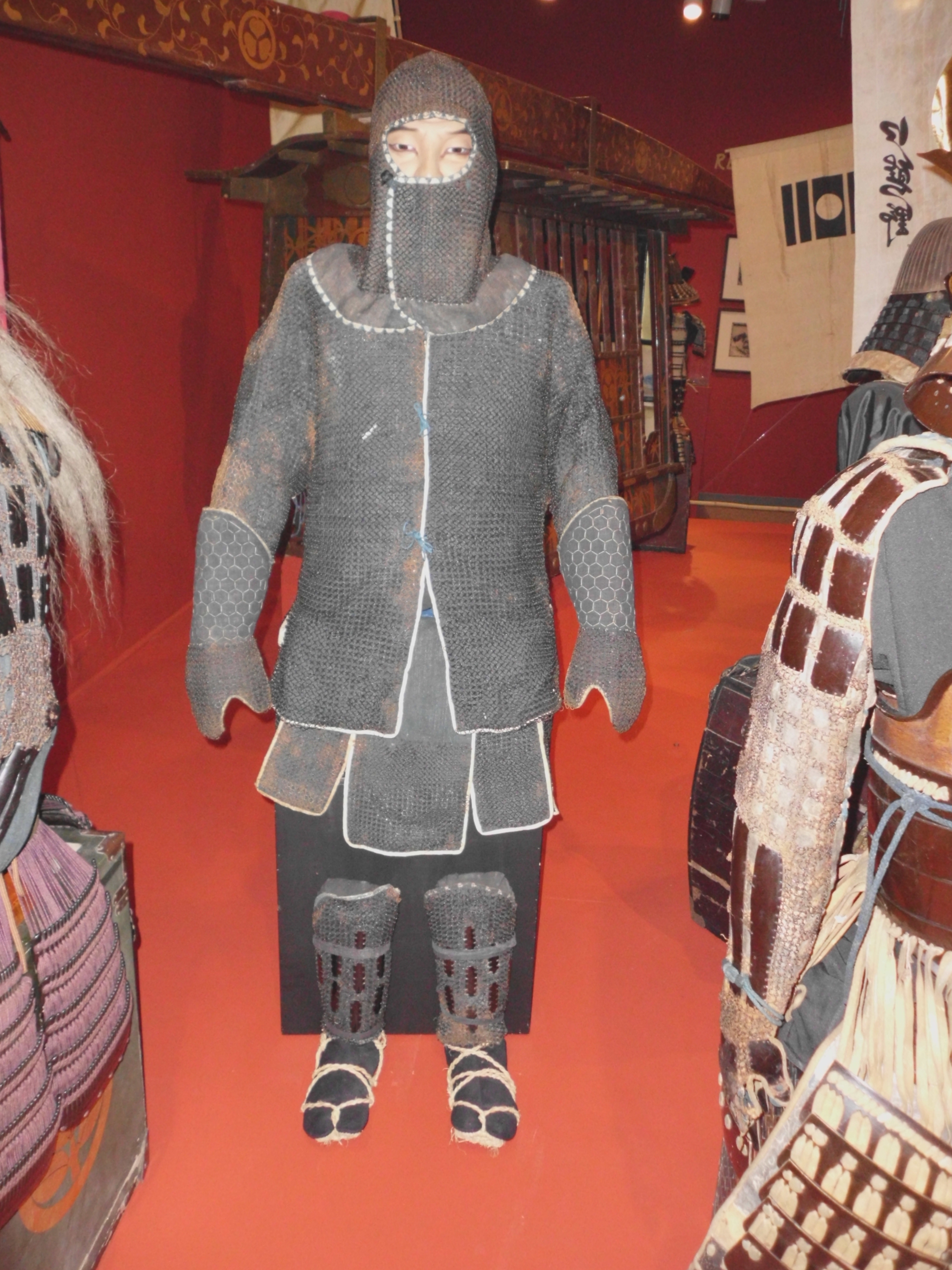
鎖帷子（くさりかたびら）
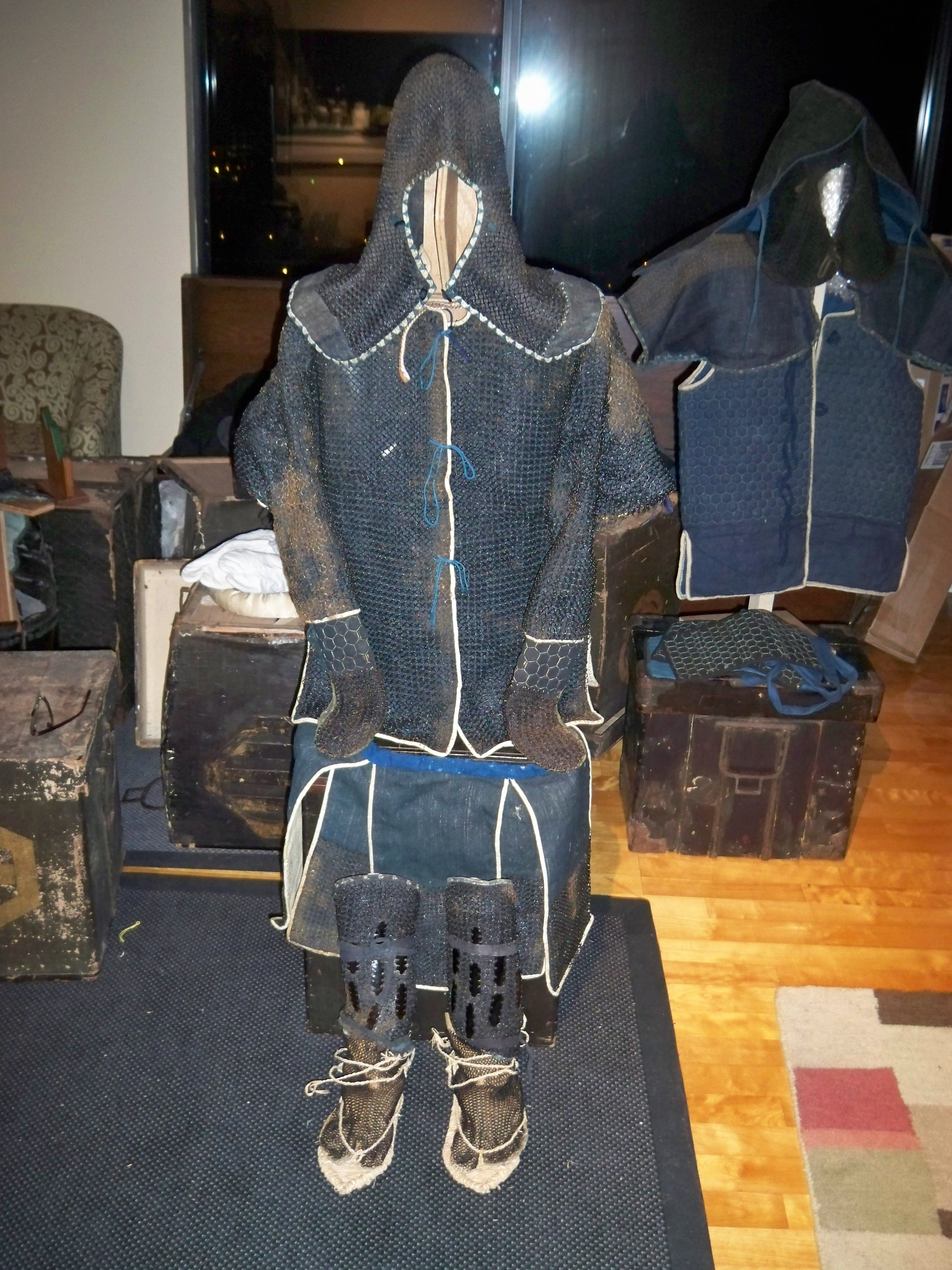
鎖具足、江戸時代

幕末から明治にかけての外国人向けの土産写真など

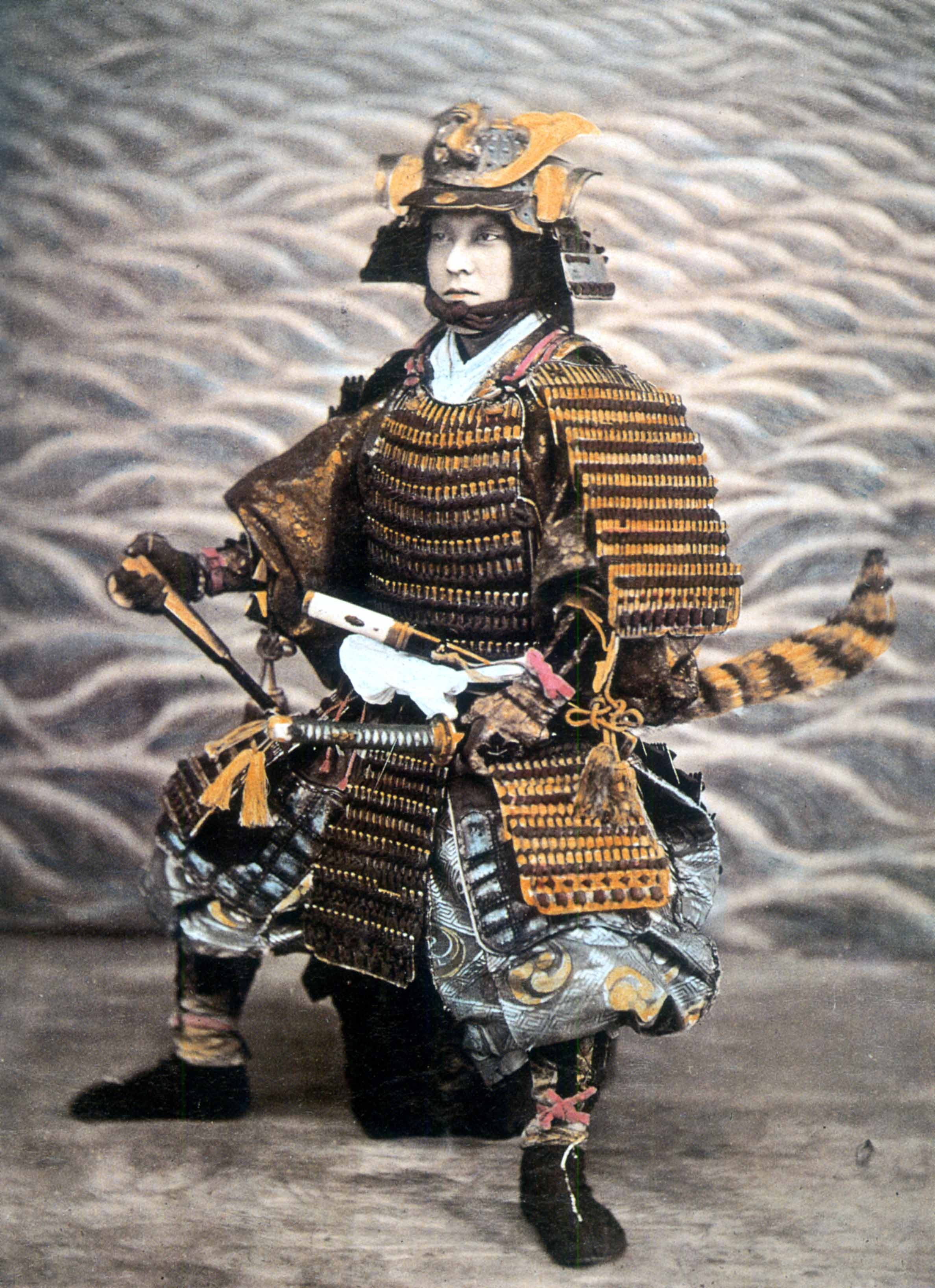
甲冑を着用し尻鞘を被せた太刀を佩く侍風の男
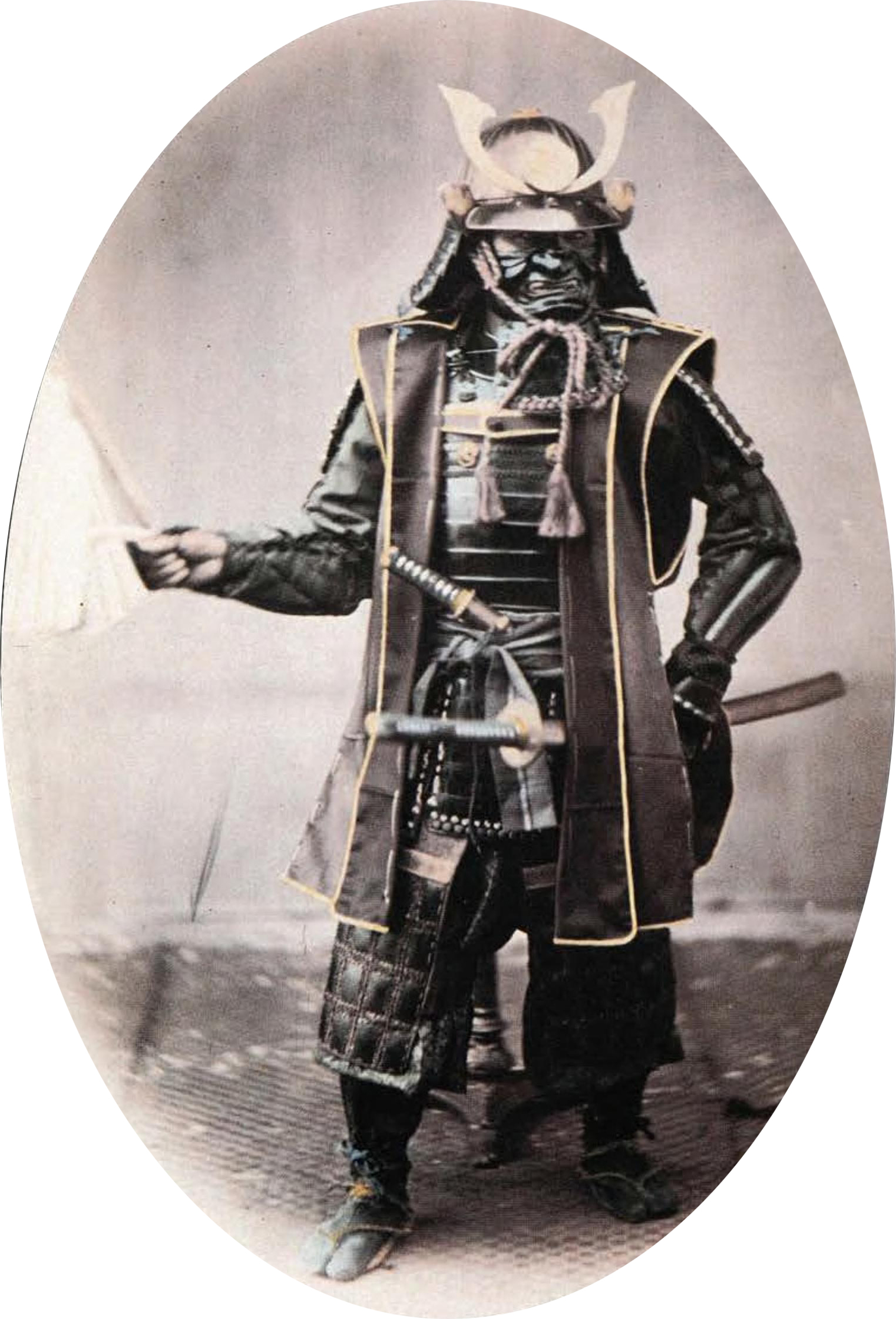
当世具足を身に着けた侍風の男の手彩色写真。フェリーチェ・ベアト撮影（1860年代）
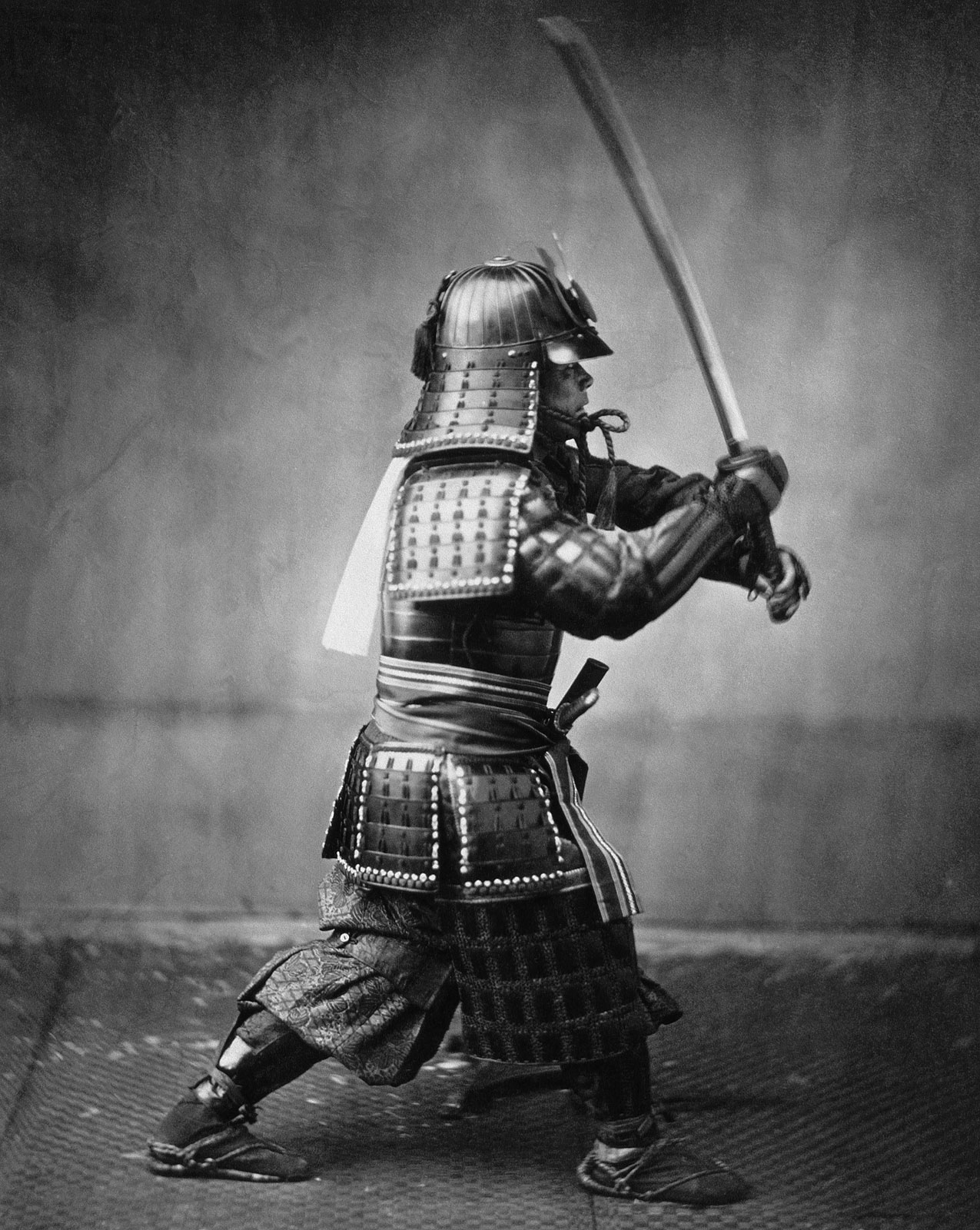
当世具足を身に着け剣を構えた侍風の男の写真。フェリーチェ・ベアト撮影（1860年代）
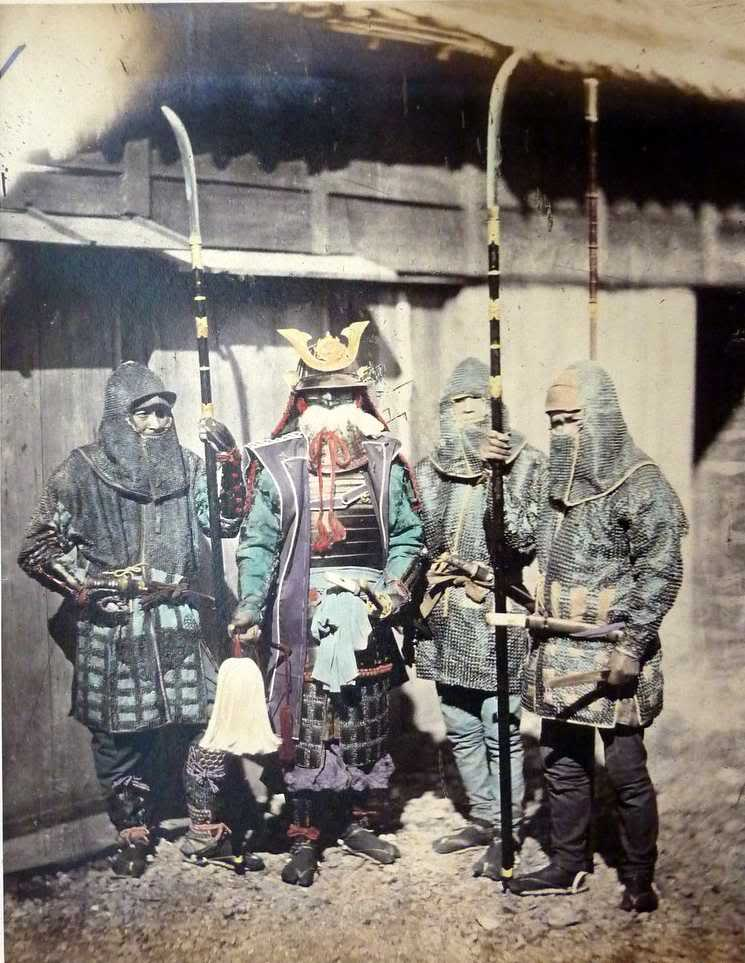
侍風の男たちと鎖帷子（1870年代）
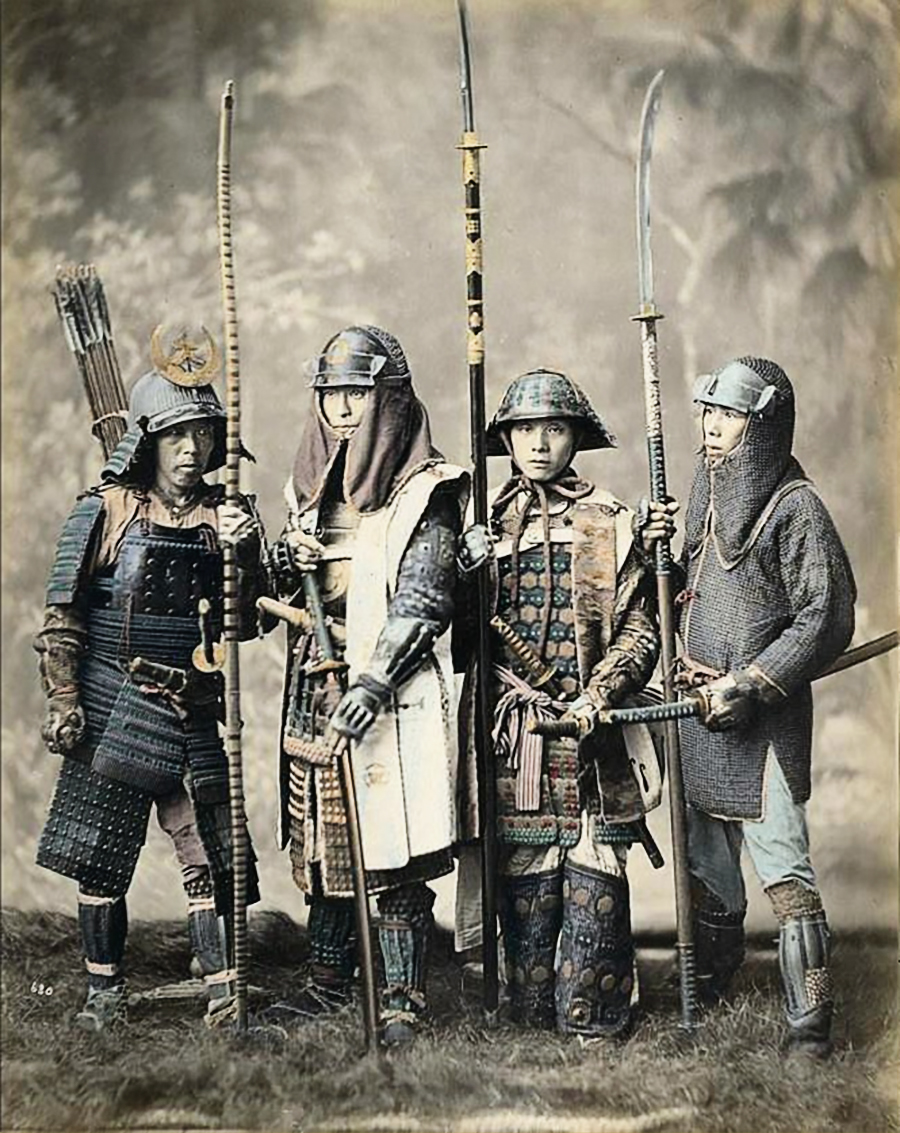
侍風の男たちと亀甲の甲冑（1880年代）
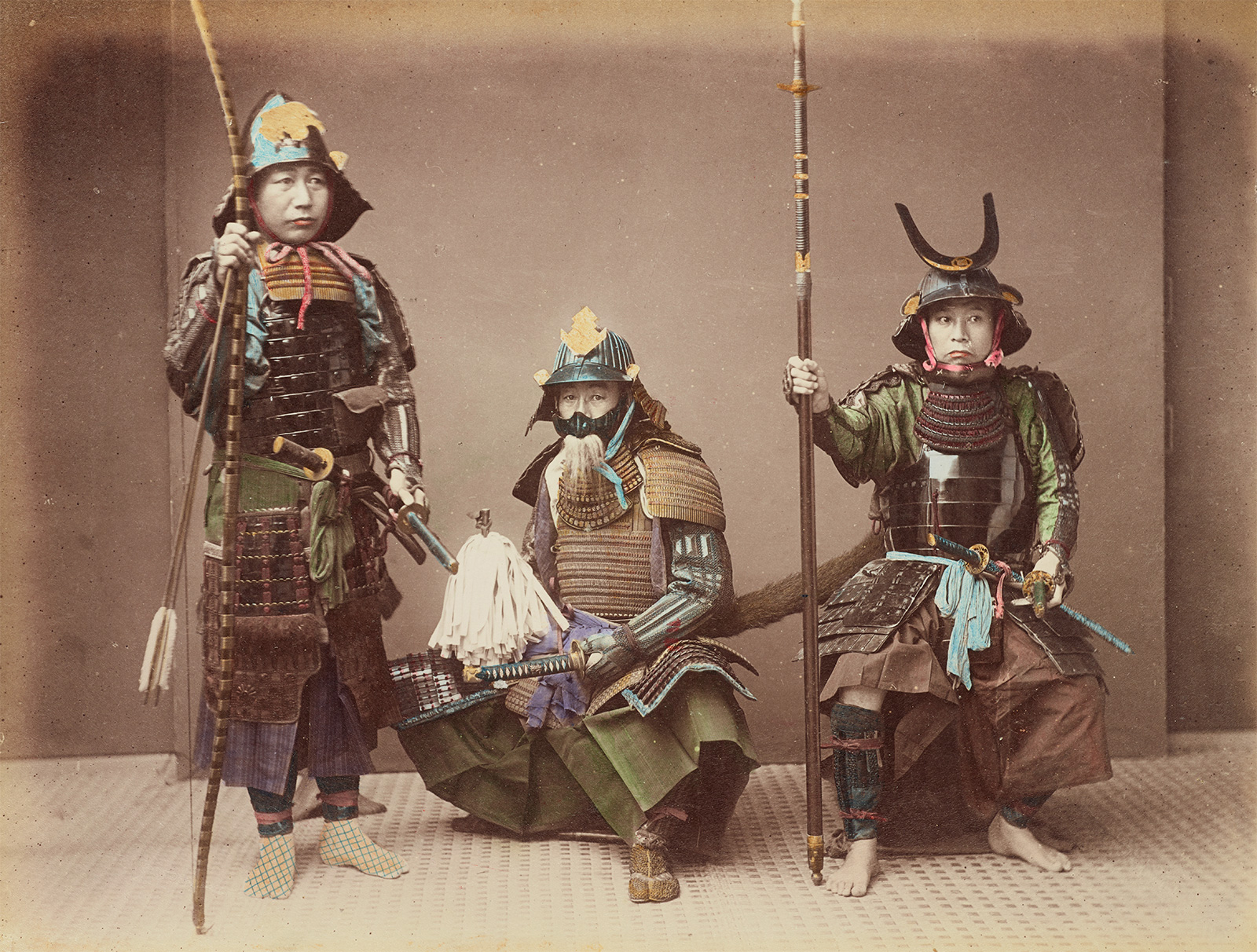
武具を身に着けた侍風の男たちの手彩色写真

### 現代
現代では甲冑は、古美術品、工芸品、歴史資料としての性格をもっている。日本の甲冑は戦闘用の防具としては世界的に見ても比較的装飾性が高い。これは中世、近世において武士が常に権力の中枢にあったことや、特に戦乱の無い江戸時代において一部の上級武士が装飾性の高い甲冑を象徴的に珍重したためであって、その時代の鍛鉄・皮革・漆工・金工・組紐など様々な分野の技術を駆使して製作されているためである。その取り扱いにあたっては、構造の複雑さと素材の多様性から一定の知識と適切な保存が必要とされる。また、イベントや観光目的でも用いられ、京都の時代祭に代表される各地の祭りや観光地の城郭などで甲冑が着用されることもある。

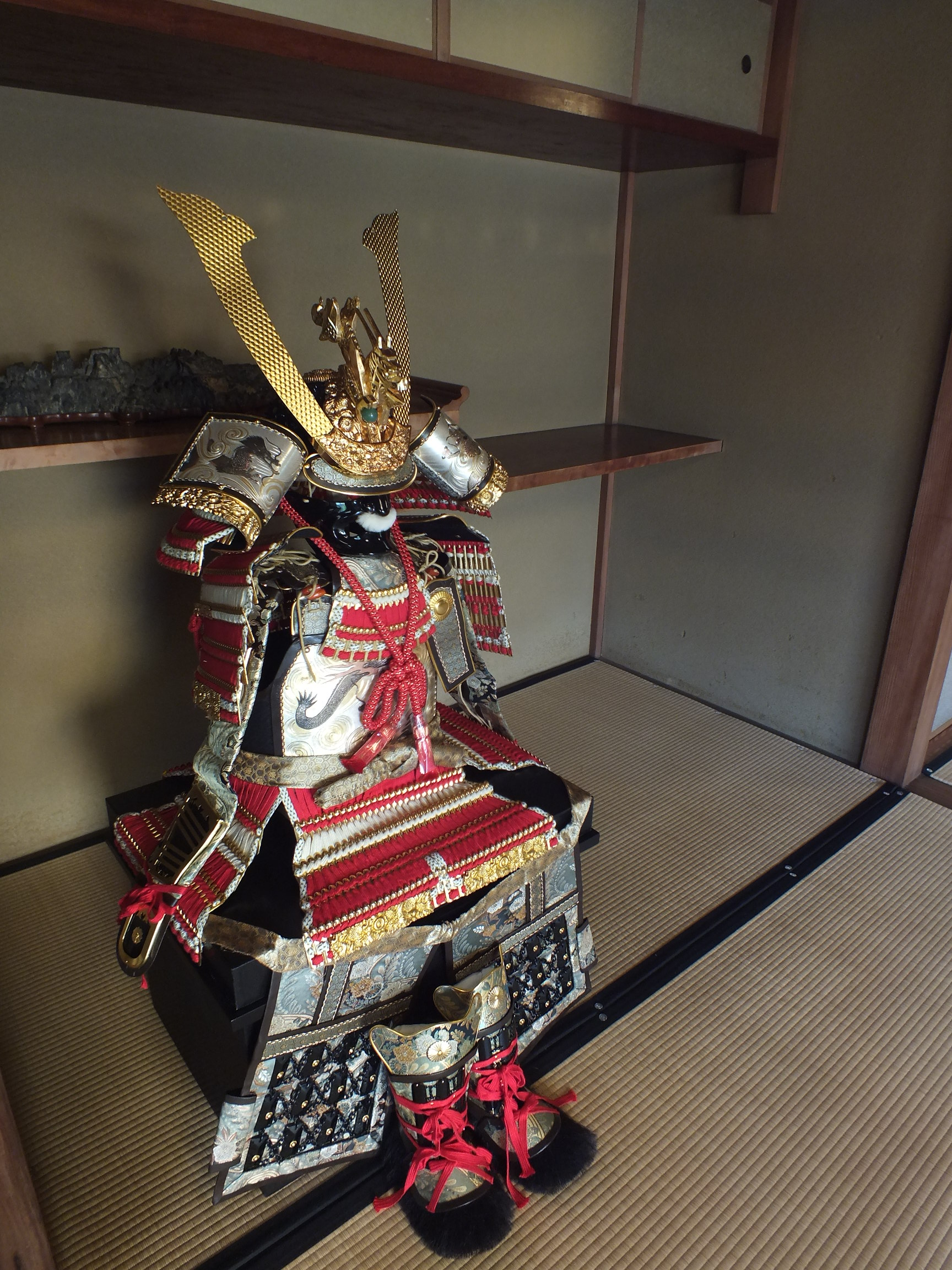
旧来住家住宅で展示される現代作の甲冑
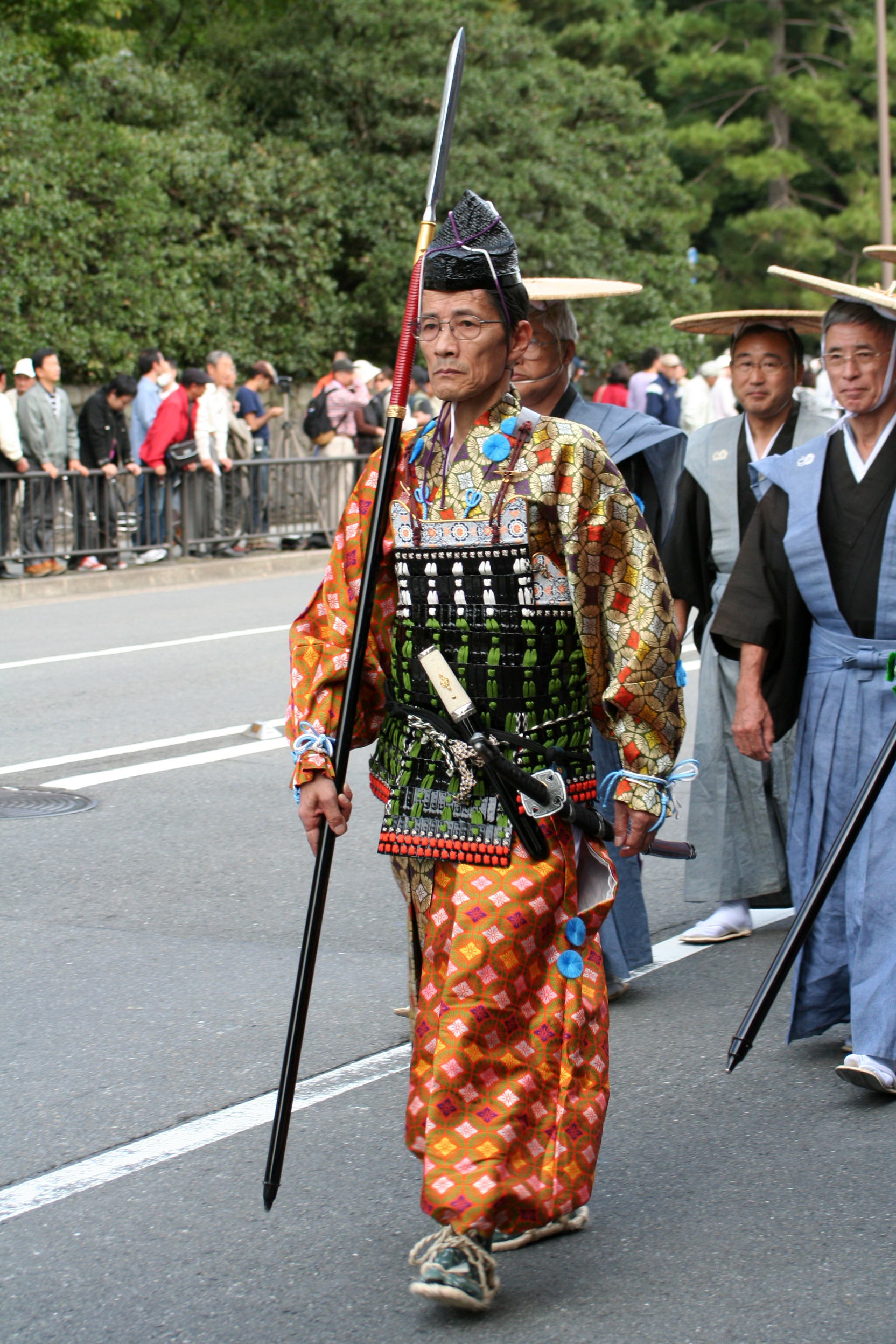
京都の時代祭において復元された中世の腹当を着用して通りを歩く男性
- 甲冑と陣羽織を着用して武士に扮した男性

## 甲冑の格付け
甲冑の格付けは日本政府・地方自治体・一般社団法人日本甲冑武具研究保存会により行われている。最も価値が高いのが日本国政府が指定する国宝であり、次いで重要文化財、重要美術品と続く。重要美術品認定の根拠となる重要美術品等ノ保存ニ関スル法律は文化財保護法の施行により廃止されているが、認定文化財への効力はいまだ有効である。また都道府県や市町村といった地方自治体も指定有形文化財として登録しており、これらは通称で「県宝」や「県指定重要文化財」などと呼ばれたりもする。民間団体の日本甲冑武具研究保存会は美術的・歴史的価値が高く、保存状態の良い甲冑を5つの等級に分けて格付けしている。その等級は価値が高い順から「重要文化資料」「甲種特別貴重資料」「特別貴重資料」「貴重資料」「保存資料」である。

### 国宝・重要文化財に指定された甲冑の所蔵施設
日本の特に価値の高い歴史的な甲冑は各地の神社に所蔵されていることが多い。なかでも大山祇神社は国宝4件と多数の重要文化財を所蔵しており、国宝と重要文化財の指定をうけた日本の甲冑の約4割を収蔵しており、まさに日本の甲冑の最大の宝庫である。また春日大社も「平安の正倉院」と呼ばれており、貴重な国宝や重要文化財の甲冑を所蔵しており、5件の国宝の甲冑（1件は籠手のみ）を所蔵している。他に国宝の甲冑を所蔵する施設は、厳島神社が4件、櫛引八幡宮が2件、武蔵御嶽神社が1件、菅田天神社が1件、日御碕神社が1件、岡山県立博物館が1件である。なお日本の文化財保護制度では、古いものほどより重要な文化財に指定されやすいため、国宝に指定されている甲冑は全て大鎧と胴丸であり、当世具足は1件も指定されていない。

## メディア
- 刀剣春秋新聞社『刀剣春秋』
- 『甲冑武具研究』 - 日本甲冑武具研究保存会

## 備考
- 中古品の売買も行われており、落ち武者狩りは落武者の甲冑や刀を奪って売却する目的もあった。
- 甲冑の発祥に関しては『常陸国風土記』に記されており、日本刀の起源や剣術等の発祥も東北地方であることから推測して、東日本が発祥とされている[22]。
- 『元史』成宗本紀（フビライ・ハーンの孫の年代記）に「倭商有慶なる者が、貿易のため、慶元府に来て、金鎧を献上した」と記述があり、この頃には日本製の甲冑も輸出がなされていたとみられる[23][注 5]。中世では大陸に限らず、琉球[注 6]や北海道アイヌ[注 7]といった周囲の諸島にも伝わっている。これらの国々の伝統的な鎧は日本製と比較して軽装である。
- 北海道アイヌは和人から儀礼刀（アイヌ刀）を輸入していたが、鎧は「ハヨクペ」と呼ばれる蓑のような外観の物を使用していた[25]。しかしユーカラに登場する英雄ポンヤウンペが身につける鎧「金の小袖、黒の縅（おどし）」など和人が使う甲冑のような外観として描写されており、ユーカラの成立時期や和人との交易品を考察する際に参考となっている。
- 樺太アイヌは挂甲に類似したもの（アイヌ鎧）を使っていた[26]。これは東北アジアの諸民族が使う前合わせ式の鎧に、日本の挂甲の製法を取り入れた物と推察されている[27]。
- 蝦夷は動物の皮で作った軽い鎧を使用していた。また「蝦夷に横流しされた綿で敵が綿冑（綿襖甲）を作っている」という記述があり[注 8]、重装甲のヤマト軍とは異なり軽騎兵だったことがうかがえる。
- 甲冑を着た場合には動きが制限されるため、介者剣法と呼ばれる剣術が考案された。
- 赤備えのように全体を塗装する例もある。
- 本来は、甲は身を護る「よろい」、冑は頭にかぶる「かぶと」であるが、甲を「かぶと」、冑を「よろい」と読む例もある。一般的には「鎧」、「兜」の字を使用することが多い。また体を守る装備が「十分に足りている」という意味で「具足」という表現も使われる。
- イセエビはその姿が甲冑を着込んでいるように見えることから「具足海老」とも呼ばれ、「威勢がいい」とかけて武将の間では縁起物として好まれた。イセエビを模した変わり兜も存在する。
- ダイオウグソクムシとオオグソクムシは、背中の構造が甲冑に類似した形状だったことから命名された。

## 分類
- 主要部分の物質による分類 - おおむね5種。鉄・金銅が通常であり、革、布帛および張貫は特殊である。
- 重量による分類
- 構成による分類 - 解体の可能・不可能による
- 沿革による分類 - 旧式のものと新型のものとによる。旧式は「昔」を、新型は「当世」をそれぞれ冠する場合がある。
- 新旧による分類 - 製作完了日から現存使用時までの時間の長短による。
- 式法による分類 - 型式・様式の精粗にもとづく。
- 外観による分類 - 外観、とくに色彩による。
- 着用者による分類 - 身体の大小、身分・職分、老幼・性による。
- 使用による分類 - 使用目的（儀礼の甲冑、着初の甲冑など）、使用法（忍の甲冑、著替の具足など）。